# PlusLiga (2016/2017)
PlusLiga 2016/2017 – 81. sezon siatkarskich mistrzostw Polski (17. sezon jako liga profesjonalna) organizowany przez PLPS SA pod egidą PZPS.

## System rozgrywek
Rozgrywki PlusLigi obejmują dwie fazy:
- Faza zasadnicza – dwie rundy rozgrywane systemem „każdy z każdym – mecz i rewanż”
- Faza play-off – o tytuł Mistrza Polski grają zespoły, które po zakończeniu fazy zasadniczej rozgrywek zajęły w tabeli miejsca 1-4. Poszczególne pary będą rozgrywać mecz i rewanż. O awansie zadecydują kolejno: liczba wygranych spotkań, liczba punktów meczowych (w przypadku wyniku 3:2 wygrany otrzymuje 2 punkty, a przegrany 1), zwycięstwo w złotym secie granym do 15 punktów. Pozostałe zespoły będą rywalizować w parach 5-6, 7-8, 9-10, 11-12, 13-14, 15-16, na tych samych zasadach.
- Ostatnia drużyna zagra baraż o utrzymanie w PlusLidze. Jej przeciwnikiem będzie najlepsza drużyna I ligi, która spełni wymogi regulaminowe. Baraż będzie rozgrywany do trzech zwycięstw[1].

## Drużyny uczestniczące
| | PlusLiga 2016/2017          |    |    |
| --- | --------------------------- | -- | -- |
| KED | ZAKSA Kędzierzyn-Koźle      | 1  | LM |
| RZE | Asseco Resovia Rzeszów      | 2  | LM |
| BEŁ | PGE Skra Bełchatów          | 3  | LM |
| GDA | Lotos Trefl Gdańsk          | 4  |    |
| LUB | Cuprum Lubin                | 5  |    |
| RAD | Cerrad Czarni Radom         | 6  |    |
| JAS | Jastrzębski Węgiel          | 7  |    |
| WAR | AZS Politechnika Warszawska | 8  |    |
| BYD | Łuczniczka Bydgoszcz        | 9  |    |
| OLS | Indykpol AZS Olsztyn        | 10 |    |
| CZE | AZS Częstochowa             | 11 |    |
| BIE | BBTS Bielsko-Biała          | 12 |    |
| KIE | Effector Kielce             | 13 |    |
| BĘD | MKS Będzin                  | 14 |    |
| | Awans z I ligi              |    |    |
| KAT | GKS Katowice                | 1  |    |
| SZC | Espadon Szczecin            | 3  |    |
| Oznaczenia: - kolumna pierwsza – skróty nazw drużyn wpisane na mapie (jeśli ta została zamieszczona), - kolumna trzecia – miejsce zajęte przez daną drużynę w poprzednim sezonie. |                             |    |    |

## Hale sportowe
| Klub                        | Hala sportowa                               | Liczba miejsc siedzących |
| --------------------------- | ------------------------------------------- | ------------------------ |
| Asseco Resovia Rzeszów      | Hala Podpromie                              | 4300                     |
| AZS Częstochowa             | Wielofunkcyjna hala sportowa                | 6356                     |
| AZS Politechnika Warszawska | Hala Torwar                                 | 4800                     |
| BBTS Bielsko-Biała          | Hala widowiskowo-sportowa                   | 4500                     |
| Cerrad Czarni Radom         | Hala sportowa MOSiR                         | 2500                     |
| Effector Kielce             | Hala Legionów                               | 4200                     |
| Indykpol AZS Olsztyn        | Hala Urania                                 | 1900                     |
| Jastrzębski Węgiel          | Hala widowiskowo-sportowa                   | 3007                     |
| Lotos Trefl Gdańsk          | Ergo Arena                                  | 11 100                   |
| MKS Będzin                  | Hala widowiskowo-sportowa MOSiR (Sosnowiec) | 2000                     |
| Cuprum Lubin                | Hala widowiskowo-sportowa                   | 3700                     |
| PGE Skra Bełchatów          | Hala Energia                                | 2700                     |
| Łuczniczka Bydgoszcz        | Hala Łuczniczka                             | 6082                     |
| ZAKSA Kędzierzyn-Koźle      | Hala Azoty                                  | 3000                     |
| GKS Katowice                | Ośrodek Sportowy „Szopienice” Spodek        | 1 300 11 036             |
| Espadon Szczecin            | Arena Szczecin                              | 5027                     |

## Rozgrywki

### Faza zasadnicza

#### Tabela wyników
| Gospodarz \ Gość1           | KED | RZE | BEŁ | JAS | OLS | LUB | GDA | RAD | WAR | KAT | BĘD | SZC | KIE | BIE | BYD | CZE |
| --------------------------- | --- | --- | --- | --- | --- | --- | --- | --- | --- | --- | --- | --- | --- | --- | --- | --- |
| ZAKSA Kędzierzyn-Koźle      | -   | 2:3 | 1:3 | 3:2 | 3:1 | 3:0 | 3:0 | 3:2 | 3:0 | 3:0 | 3:1 | 3:0 | 3:0 | 3:0 | 3:1 | 3:0 |
| Asseco Resovia Rzeszów      | 3:0 | -   | 3:1 | 1:3 | 3:1 | 3:2 | 3:1 | 3:0 | 3:0 | 2:3 | 3:0 | 3:0 | 3:1 | 3:2 | 3:0 | 3:0 |
| PGE Skra Bełchatów          | 3:2 | 1:3 | -   | 3:2 | 3:1 | 3:0 | 3:0 | 3:0 | 3:0 | 3:0 | 3:0 | 3:0 | 3:0 | 3:0 | 3:0 | 3:0 |
| Jastrzębski Węgiel          | 2:3 | 3:1 | 3:2 | -   | 3:2 | 2:3 | 3:2 | 3:0 | 3:2 | 3:1 | 1:3 | 3:0 | 3:0 | 3:0 | 3:0 | 3:0 |
| Indykpol AZS Olsztyn        | 0:3 | 2:3 | 2:3 | 3:1 | -   | 3:1 | 3:2 | 3:1 | 3:0 | 3:0 | 3:2 | 3:1 | 3:0 | 3:0 | 3:1 | 3:1 |
| Cuprum Lubin                | 1:3 | 3:0 | 0:3 | 2:3 | 1:3 | -   | 3:1 | 1:3 | 3:1 | 3:2 | 3:0 | 3:0 | 3:0 | 3:0 | 3:1 | 3:0 |
| Lotos Trefl Gdańsk          | 1:3 | 3:2 | 2:3 | 1:3 | 0:3 | 3:2 | -   | 3:1 | 3:1 | 0:3 | 3:0 | 3:1 | 3:1 | 3:1 | 3:1 | 3:1 |
| Czarni Radom                | 1:3 | 1:3 | 2:3 | 1:3 | 1:3 | 3:0 | 3:1 | -   | 3:1 | 2:3 | 3:1 | 3:1 | 2:3 | 1:3 | 3:1 | 3:0 |
| AZS Politechnika Warszawska | 0:3 | 0:3 | 3:1 | 3:2 | 3:1 | 0:3 | 1:3 | 3:1 | -   | 3:0 | 3:2 | 3:0 | 1:3 | 1:3 | 3:0 | 1:3 |
| GKS Katowice                | 0:3 | 2:3 | 2:3 | 2:3 | 0:3 | 2:3 | 3:2 | 0:3 | 2:3 | -   | 0:3 | 3:1 | 0:3 | 3:0 | 3:1 | 3:0 |
| MKS Będzin                  | 0:3 | 0:3 | 2:3 | 1:3 | 2:3 | 3:2 | 2:3 | 0:3 | 1:3 | 3:1 | -   | 3:0 | 3:1 | 3:0 | 2:3 | 3:1 |
| Espadon Szczecin            | 0:3 | 0:3 | 3:0 | 1:3 | 2:3 | 0:3 | 3:1 | 2:3 | 0:3 | 2:3 | 3:2 | -   | 3:0 | 2:3 | 3:2 | 3:2 |
| Effector Kielce             | 0:3 | 0:3 | 0:3 | 2:3 | 0:3 | 2:3 | 0:3 | 0:3 | 1:3 | 1:3 | 2:3 | 2:3 | -   | 3:0 | 3:2 | 3:1 |
| BBTS Bielsko-Biała          | 0:3 | 0:3 | 0:3 | 1:3 | 0:3 | 0:3 | 2:3 | 3:1 | 3:0 | 0:3 | 1:3 | 3:1 | 2:3 | -   | 2:3 | 1:3 |
| Łuczniczka Bydgoszcz        | 0:3 | 0:3 | 0:3 | 0:3 | 1:3 | 1:3 | 2:3 | 2:3 | 0:3 | 2:3 | 3:0 | 1:3 | 2:3 | 3:0 | -   | 3:0 |
| AZS Częstochowa             | 0:3 | 0:3 | 1:3 | 0:3 | 0:3 | 1:3 | 0:3 | 0:3 | 1:3 | 2:3 | 2:3 | 1:3 | 1:3 | 3:2 | 3:2 | -   |

Źródło: plusliga.pl (pol.)
1 Drużyna gospodarzy jest wymieniona po lewej stronie tabeli.
Kolory:
  zwycięstwo gospodarzy 3:0 lub 3:1
  zwycięstwo gospodarzy 3:2
  zwycięstwo gości 3:0 lub 3:1
  zwycięstwo gości 3:2

#### Terminarz i wyniki
| Data        | Godz. | Gospodarz                   | Rezultat                                | Gość                        | Widzów | MVP                        |
| ----------- | ----- | --------------------------- | --------------------------------------- | --------------------------- | ------ | -------------------------- |
| 1. KOLEJKA  |       |                             |                                         |                             |        |                            |
| 30.09.2016  | 20:15 | Espadon Szczecin            | 0:3 (15:25, 11:25, 22:25)               | ZAKSA Kędzierzyn-Koźle      | 4150   | Łukasz Wiśniewski          |
| 01.10.2016  | 15:00 | AZS Politechnika Warszawska | 0:3 (15:25, 22:25, 23:25)               | Asseco Resovia Rzeszów      | 2800   | Thibault Rossard           |
| 01.10.2016  | 18:00 | Jastrzębski Węgiel          | 3:2 (25:19, 23:25, 22:25, 29:27, 15:7)  | Indykpol AZS Olsztyn        | 980    | Salvador Hidalgo Oliva     |
| 02.10.2016  | 18:00 | GKS Katowice                | 3:1 (25:19, 14:25, 25:18, 25:19)        | Łuczniczka Bydgoszcz        | 760    | Michał Błoński             |
| 03.10.2016  | 18:00 | Trefl Gdańsk                | 3:1 (20:25, 25:22, 25:21, 25:23)        | Effector Kielce             | 2600   | Michal Masný               |
| 04.10.2016  | 18:00 | Czarni Radom                | 3:0 (27:25, 25:21, 25:17)               | AZS Częstochowa             | 1300   | Wojciech Żaliński          |
| 05.10.2016  | 18:00 | PGE Skra Bełchatów          | 3:0 (25:18, 25:18, 26:24)               | MKS Będzin                  | 2000   | Mariusz Wlazły             |
| 19.10.2016  | 18:00 | BBTS Bielsko-Biała          | 0:3 (17:25, 16:25, 20:25)               | Cuprum Lubin                | 800    | Robert Täht                |
| 2. KOLEJKA  |       |                             |                                         |                             |        |                            |
| 06.10.2016  | 18:00 | Espadon Szczecin            | 0:3 (21:25, 20:25, 22:25)               | Asseco Resovia Rzeszów      | 1800   | Fabian Drzyzga             |
| 07.10.2016  | 17:30 | AZS Częstochowa             | 0:3 (16:25, 22:25, 16:25)               | Jastrzębski Węgiel          | 1020   | Lukas Kampa                |
| 08.10.2016  | 14:45 | AZS Politechnika Warszawska | 3:0 (25:18, 25:20, 25:20)               | Łuczniczka Bydgoszcz        | 900    | Paweł Zagumny              |
| 08.10.2016  | 17:00 | Indykpol AZS Olsztyn        | 3:0 (25:18, 25:21, 25:12)               | GKS Katowice                | 1500   | Jan Hadrava                |
| 09.10.2016  | 14:45 | ZAKSA Kędzierzyn-Koźle      | 1:3 (25:22, 26:28, 24:26, 23:25)        | PGE Skra Bełchatów          | 3300   | Srećko Lisinac             |
| 09.10.2016  | 18:00 | MKS Będzin                  | 2:3 (22:25, 25:17, 20:25, 25:20, 13:15) | Trefl Gdańsk                | 1350   | Mateusz Mika               |
| 10.10.2016  | 17:30 | Czarni Radom                | 1:3 (20:25, 23:25, 27:25, 21:25)        | BBTS Bielsko-Biała          | 1200   | Bartosz Janeczek           |
| 02.11.2016  | 18:00 | Effector Kielce             | 2:3 (18:25, 23:25, 25:22, 25:18, 9:15)  | Cuprum Lubin                | 1500   | Grzegorz Łomacz            |
| 3. KOLEJKA  |       |                             |                                         |                             |        |                            |
| 14.10.2016  | 18:00 | Espadon Szczecin            | 0:3 (21:25, 23:25, 20:25)               | AZS Politechnika Warszawska | 1400   | Paweł Zagumny              |
| 14.10.2016  | 18:00 | Czarni Radom                | 2:3 (23:25, 25:20, 25:17, 21:25, 13:15) | Effector Kielce             | 1450   | Jakub Wachnik              |
| 14.10.2016  | 20:15 | Łuczniczka Bydgoszcz        | 1:3 (18:25, 16:25, 25:19, 14:25)        | Indykpol AZS Olsztyn        | 1970   | Jan Hadrava                |
| 15.10.2016  | 14:45 | PGE Skra Bełchatów          | 1:3 (23:25, 18:25, 25:19, 20:25)        | Asseco Resovia Rzeszów      | 2700   | Fabian Drzyzga             |
| 15.10.2016  | 17:00 | GKS Katowice                | 3:0 (25:16, 25:23, 26:24)               | AZS Częstochowa             | 500    | Serhij Kapełuś             |
| 15.10.2016  | 17:30 | Jastrzębski Węgiel          | 3:0 (25:13, 25:14, 25:16)               | BBTS Bielsko-Biała          | 1700   | Maciej Muzaj               |
| 15.10.2016  | 20:00 | Cuprum Lubin                | 3:0 (25:16, 25:13, 25:19)               | MKS Będzin                  | 1600   | Robert Täht                |
| 16.10.2016  | 14:45 | Trefl Gdańsk                | 1:3 (18:25, 25:21, 24:26, 23:25)        | ZAKSA Kędzierzyn-Koźle      | 4600   | Sam Deroo                  |
| 4. KOLEJKA  |       |                             |                                         |                             |        |                            |
| 20.10.2016  | 19:00 | Espadon Szczecin            | 3:0 (25:0, 25:0, 25:0)                  | PGE Skra Bełchatów          | 2060   | Marcin Janusz              |
| 21.10.2016  | 18:00 | Effector Kielce             | 2:3 (25:22, 25:22, 14:25, 15:25, 13:15) | Jastrzębski Węgiel          | 3000   | Lukas Kampa                |
| 21.10.2016  | 20:15 | Asseco Resovia Rzeszów      | 3:1 (25:18, 25:17, 17:25, 25:17)        | Trefl Gdańsk                | 4380   | John Perrin                |
| 22.10.2016  | 14:00 | BBTS Bielsko-Biała          | 0:3 (24:26, 22:25, 15:25)               | GKS Katowice                | 500    | Rafał Sobański             |
| 22.10.2016  | 14:45 | ZAKSA Kędzierzyn-Koźle      | 3:0 (25:21, 25:19, 25:16)               | Cuprum Lubin                | 2150   | Mateusz Bieniek            |
| 22.10.2016  | 15:00 | AZS Politechnika Warszawska | 3:1 (25:23, 25:20, 18:25, 28:26)        | Indykpol AZS Olsztyn        | 2000   | Michał Filip               |
| 23.10.2016  | 17:00 | AZS Częstochowa             | 3:2 (20:25, 27:25, 21:25, 25:17, 15:11) | Łuczniczka Bydgoszcz        | 1050   | Paweł Adamajtis            |
| 22.12.2016  | 19:00 | MKS Będzin                  | 0:3 (18:25, 20:25, 22:25)               | Czarni Radom                | 1200   | Michał Kędzierski          |
| 5. KOLEJKA  |       |                             |                                         |                             |        |                            |
| 26.10.2016  | 18:00 | Łuczniczka Bydgoszcz        | 3:0 (25:23, 25:19, 25:17)               | BBTS Bielsko-Biała          | 1000   | Bartosz Filipiak           |
| 26.10.2016  | 18:00 | PGE Skra Bełchatów          | 3:0 (25:20, 30:28, 25:22)               | AZS Politechnika Warszawska | 2700   | Srećko Lisinac             |
| 26.10.2016  | 18:00 | GKS Katowice                | 0:3 (23:25, 28:30, 19:25)               | Effector Kielce             | 2700   | Maciej Pawliński           |
| 26.10.2016  | 18:00 | Cuprum Lubin                | 3:0 (25:20, 25:20, 25:22)               | Asseco Resovia Rzeszów      | 2545   | Łukasz Kaczmarek           |
| 26.10.2016  | 18:00 | Jastrzębski Węgiel          | 1:3 (21:25, 31:29, 22:25, 21:25)        | MKS Będzin                  | 2500   | Łukasz Kozub               |
| 26.10.2016  | 18:00 | Indykpol AZS Olsztyn        | 3:1 (25:22, 27:25, 18:25, 25:19)        | AZS Częstochowa             | 1500   | Jakub Kochanowski          |
| 26.10.2016  | 19:00 | Trefl Gdańsk                | 3:1 (25:15, 26:28, 27:25, 25:19)        | Espadon Szczecin            | 2250   | Damian Schulz              |
| 26.10.2016  | 20:30 | Czarni Radom                | 1:3 (22:25, 20:25, 25:23, 19:25)        | ZAKSA Kędzierzyn-Koźle      | 1600   | Dawid Konarski             |
| 6. KOLEJKA  |       |                             |                                         |                             |        |                            |
| 29.10.2016  | 14:45 | PGE Skra Bełchatów          | 3:0 (25:18, 30:28, 25:16)               | Trefl Gdańsk                | 2700   | Michał Winiarski           |
| 29.10.2016  | 17:00 | Cuprum Lubin                | 3:0 (25:14, 25:23, 25:14)               | Espadon Szczecin            | 1300   | Piotr Hain                 |
| 29.10.2016  | 17:00 | BBTS Bielsko-Biała          | 0:3 (22:25, 23:25, 16:25)               | Indykpol AZS Olsztyn        | 500    | Aleksander Śliwka          |
| 29.10.2016  | 17:00 | Effector Kielce             | 3:2 (15:25, 25:23, 22:25, 25:18, 15:11) | Łuczniczka Bydgoszcz        | 1950   | Leo Andrić                 |
| 29.10.2016  | 18:00 | MKS Będzin                  | 3:1 (25:22, 22:25, 25:21, 25:17)        | GKS Katowice                | 1300   | Rafael Rodrigues de Araújo |
| 29.10.2016  | 20:00 | ZAKSA Kędzierzyn-Koźle      | 3:2 (25:21, 20:25, 25:16, 25:27, 22:20) | Jastrzębski Węgiel          | 2800   | Dawid Konarski             |
| 30.10.2016  | 14:45 | Asseco Resovia Rzeszów      | 3:0 (25:18, 25:16, 25:15)               | Czarni Radom                | 4000   | Marko Ivović               |
| 31.10.2016  | 18:00 | AZS Politechnika Warszawska | 1:3 (25:22, 29:31, 22:25, 21:25)        | AZS Częstochowa             | 1500   | Oleksandr Grebeniuk        |
| 7. KOLEJKA  |       |                             |                                         |                             |        |                            |
| 04.11.2016  | 20:15 | Jastrzębski Węgiel          | 3:1 (25:17, 25:21, 23:25, 25:20)        | Asseco Resovia Rzeszów      | 3000   | Salvador Hidalgo Oliva     |
| 05.11.2016  | 14:45 | Cuprum Lubin                | 0:3 (23:25, 19:25, 19:25)               | PGE Skra Bełchatów          | 3350   | Mariusz Wlazły             |
| 05.11.2016  | 17:00 | Łuczniczka Bydgoszcz        | 3:0 (25:23, 25:18, 25:19)               | MKS Będzin                  | 1650   | Patryk Szczurek            |
| 05.11.2016  | 17:00 | Trefl Gdańsk                | 3:1 (25:20, 23:25, 25:16, 25:20)        | AZS Politechnika Warszawska | 2650   | Michal Masný               |
| 05.11.2016  | 17:00 | Czarni Radom                | 3:1 (25:20, 25:20, 27:29, 25:19)        | Espadon Szczecin            | 1300   | Tomasz Fornal              |
| 05.11.2016  | 17:00 | AZS Częstochowa             | 3:2 (16:25, 25:22, 25:23, 22:25, 15:4)  | BBTS Bielsko-Biała          | 1100   | Paweł Adamajtis            |
| 05.11.2016  | 20:00 | GKS Katowice                | 0:3 (26:28, 16:25, 20:25)               | ZAKSA Kędzierzyn-Koźle      | 1500   | Sam Deroo                  |
| 07.11.2016  | 18:00 | Indykpol AZS Olsztyn        | 3:0 (25:20, 25:23, 25:20)               | Effector Kielce             | 1500   | Wojciech Włodarczyk        |
| 8. KOLEJKA  |       |                             |                                         |                             |        |                            |
| 11.11.2016  | 14:45 | Trefl Gdańsk                | 3:2 (25:16, 18:25, 17:25, 25:22, 15:13) | Cuprum Lubin                | 3000   | Michal Masný               |
| 12.11.2016  | 14:45 | PGE Skra Bełchatów          | 3:0 (25:12, 25:23, 25:18)               | Czarni Radom                | 2700   | Nicolás Uriarte            |
| 12.11.2016  | 17:00 | ZAKSA Kędzierzyn-Koźle      | 3:1 (26:24, 25:18, 19:25, 25:15)        | Łuczniczka Bydgoszcz        | 2450   | Dawid Konarski             |
| 12.11.2016  | 17:00 | Effector Kielce             | 3:1 (25:22, 25:21, 19:25, 25:21)        | AZS Częstochowa             | 1000   | Marcin Komenda             |
| 12.11.2016  | 17:00 | Asseco Resovia Rzeszów      | 2:3 (25:17, 23:25, 23:25, 25:22, 11:15) | GKS Katowice                | 4050   | Karol Butryn               |
| 12.11.2016  | 20:00 | MKS Będzin                  | 2:3 (25:20, 22:25, 13:25, 25:22, 6:15)  | Indykpol AZS Olsztyn        | 1350   | Jan Hadrava                |
| 14.11.2016  | 19:00 | Espadon Szczecin            | 1:3 (23:25, 25:23, 17:25, 15:25)        | Jastrzębski Węgiel          | 960    | Damian Boruch              |
| 21.12.2016  | 19:30 | AZS Politechnika Warszawska | 1:3 (23:25, 25:20, 21:25, 23:25)        | BBTS Bielsko-Biała          | 1315   | Bartłomiej Lipiński        |
| 9. KOLEJKA  |       |                             |                                         |                             |        |                            |
| 09.11.2016  | 18:00 | Jastrzębski Węgiel          | 3:2 (22:25, 25:22, 25:21, 23:25, 15:11) | PGE Skra Bełchatów          | 3000   | Salvador Hidalgo Oliva     |
| 17.11.2016  | 18:00 | BBTS Bielsko-Biała          | 2:3 (21:25, 25:23, 25:21, 22:25, 12:15) | Effector Kielce             | 400    | Marcin Komenda             |
| 18.11.2016  | 20:15 | Indykpol AZS Olsztyn        | 0:3 (19:25, 16:25, 21:25)               | ZAKSA Kędzierzyn-Koźle      | 2400   | Dawid Konarski             |
| 19.11.2016  | 14:45 | Czarni Radom                | 3:1 (21:25, 25:22, 30:28, 32:30)        | Trefl Gdańsk                | 1400   | Bartłomiej Bołądź          |
| 19.11.2016  | 17:00 | Łuczniczka Bydgoszcz        | 0:3 (21:25, 18:25, 20:25)               | Asseco Resovia Rzeszów      | 4250   | Gavin Schmitt              |
| 19.11.2016  | 17:00 | GKS Katowice                | 3:1 (25:19, 21:25, 35:33, 25:16)        | Espadon Szczecin            | 750    | Karol Butryn               |
| 19.11.2016  | 17:00 | AZS Częstochowa             | 2:3 (25:19, 18:25, 32:34, 25:18, 10:15) | MKS Będzin                  | 1450   | Marcin Waliński            |
| 19.11.2016  | 18:00 | Cuprum Lubin                | 3:1 (21:25, 25:19, 25:19, 25:15)        | AZS Politechnika Warszawska | 1920   | Łukasz Kaczmarek           |
| 10. KOLEJKA |       |                             |                                         |                             |        |                            |
| 24.11.2016  | 18:00 | Cuprum Lubin                | 1:3 (26:28, 25:23, 29:31, 23:25)        | Czarni Radom                | 1850   | David Smith                |
| 25.11.2016  | 18:00 | Effector Kielce             | 1:3 (17:25, 28:30, 25:22, 23:25)        | AZS Politechnika Warszawska | 2500   | Paweł Zagumny              |
| 25.11.2016  | 20:15 | PGE Skra Bełchatów          | 3:0 (25:19, 25:17, 25:22)               | GKS Katowice                | 2500   | Kacper Piechocki           |
| 26.11.2016  | 14:45 | Jastrzębski Węgiel          | 3:2 (25:21, 25:20, 23:25, 22:25, 15:13) | Trefl Gdańsk                | 2500   | Salvador Hidalgo Oliva     |
| 26.11.2016  | 17:00 | ZAKSA Kędzierzyn-Koźle      | 3:0 (25:11, 25:21, 25:19)               | AZS Częstochowa             | 2200   | Mateusz Bieniek            |
| 26.11.2016  | 18:00 | MKS Będzin                  | 3:0 (25:12, 25:19, 25:13)               | BBTS Bielsko-Biała          | 1300   | Artur Ratajczak            |
| 26.11.2016  | 20:00 | Asseco Resovia Rzeszów      | 3:1 (25:19, 22:25, 25:22, 25:21)        | Indykpol AZS Olsztyn        | 4150   | Gavin Schmitt              |
| 27.11.2016  | 20:00 | Espadon Szczecin            | 3:2 (20:25, 25:21, 16:25, 25:14, 15:12) | Łuczniczka Bydgoszcz        | 950    | Janusz Gałązka             |
| 11. KOLEJKA |       |                             |                                         |                             |        |                            |
| 29.11.2016  | 18:00 | Czarni Radom                | 3:1 (25:23, 22:25, 25:17, 25:22)        | AZS Politechnika Warszawska | 1300   | Wojciech Żaliński          |
| 30.11.2016  | 18:00 | BBTS Bielsko-Biała          | 0:3 (15:25, 17:25, 15:25)               | ZAKSA Kędzierzyn-Koźle      | 1000   | Patryk Czarnowski          |
| 30.11.2016  | 18:00 | Łuczniczka Bydgoszcz        | 0:3 (23:25, 19:25, 23:25)               | PGE Skra Bełchatów          | 4800   | Nicolás Uriarte            |
| 30.11.2016  | 18:00 | Indykpol AZS Olsztyn        | 3:1 (23:25, 28:26, 28:26, 25:13)        | Espadon Szczecin            | 1200   | Daniel Pliński             |
| 30.11.2016  | 18:00 | Effector Kielce             | 2:3 (17:25, 17:25, 27:25, 25:21, 10:15) | MKS Będzin                  | 800    | Rafael Rodrigues de Araújo |
| 30.11.2016  | 18:00 | Jastrzębski Węgiel          | 2:3 (24:26, 26:24, 25:12, 16:25, 11:15) | Cuprum Lubin                | 2730   | Robert Täht                |
| 30.11.2016  | 20:00 | Trefl Gdańsk                | 0:3 (18:25, 22:25, 20:25)               | GKS Katowice                | 2250   | Serhij Kapełuś             |
| 30.11.2016  | 20:30 | AZS Częstochowa             | 0:3 (23:25, 18:25, 21:25)               | Asseco Resovia Rzeszów      | 1700   | Marko Ivović               |
| 12. KOLEJKA |       |                             |                                         |                             |        |                            |
| 02.12.2016  | 20:15 | Czarni Radom                | 1:3 (23:25, 28:26, 16:25, 23:25)        | Jastrzębski Węgiel          | 1500   | Scott Touzinsky            |
| 03.12.2016  | 14:45 | PGE Skra Bełchatów          | 3:1 (25:27, 25:22, 25:13, 25:21)        | Indykpol AZS Olsztyn        | 2650   | Artur Szalpuk              |
| 03.12.2016  | 16:30 | ZAKSA Kędzierzyn-Koźle      | 3:0 (28:26, 25:18, 25:21)               | Effector Kielce             | 2650   | Mateusz Bieniek            |
| 03.12.2016  | 17:00 | Asseco Resovia Rzeszów      | 3:2 (28:30, 25:16, 21:25, 25:18, 15:7)  | BBTS Bielsko-Biała          | 4050   | Gavin Schmitt              |
| 03.12.2016  | 20:00 | AZS Politechnika Warszawska | 3:2 (36:38, 23:25, 25:18, 25:18, 15:6)  | MKS Będzin                  | 1700   | Paweł Zagumny              |
| 04.12.2016  | 16:00 | Trefl Gdańsk                | 3:1 (36:38, 25:18, 25:14, 25:18)        | Łuczniczka Bydgoszcz        | 2520   | Dmytro Paszycki            |
| 05.12.2016  | 18:00 | Espadon Szczecin            | 3:2 (21:25, 25:20, 25:23, 19:25, 15:10) | AZS Częstochowa             | 650    | Michał Ruciak              |
| 06.12.2016  | 18:00 | Cuprum Lubin                | 3:2 (33:35, 25:18, 25:20, 21:25, 15:10) | GKS Katowice                | 1560   | Łukasz Kaczmarek           |
| 13. KOLEJKA |       |                             |                                         |                             |        |                            |
| 09.12.2016  | 18:00 | MKS Będzin                  | 0:3 (16:25, 16:25, 18:25)               | ZAKSA Kędzierzyn-Koźle      | 1400   | Benjamin Toniutti          |
| 09.12.2016  | 18:00 | Łuczniczka Bydgoszcz        | 1:3 (27:25, 23:25, 20:25, 20:25)        | Cuprum Lubin                | 1450   | Grzegorz Łomacz            |
| 09.12.2016  | 20:15 | Indykpol AZS Olsztyn        | 3:2 (25:21, 25:14, 21:25, 13:25, 16:14) | Trefl Gdańsk                | 2000   | Jan Hadrava                |
| 10.12.2016  | 14:45 | Jastrzębski Węgiel          | 3:2 (28:30, 20:25, 25:18, 25:20, 15:12) | AZS Politechnika Warszawska | 1880   | Salvador Hidalgo Oliva     |
| 10.12.2016  | 17:00 | Effector Kielce             | 0:3 (21:25, 29:31, 12:25)               | Asseco Resovia Rzeszów      | 2000   | Thibault Rossard           |
| 10.12.2016  | 17:00 | GKS Katowice                | 0:3 (23:25, 19:25, 27:29)               | Czarni Radom                | 750    | Michał Kędzierski          |
| 10.12.2016  | 17:00 | BBTS Bielsko-Biała          | 3:1 (25:21, 25:21, 19:25, 26:24)        | Espadon Szczecin            | 800    | Paweł Gryc                 |
| 10.12.2016  | 20:00 | AZS Częstochowa             | 1:3 (30:28, 15:25, 22:25, 21:25)        | PGE Skra Bełchatów          | 2750   | Artur Szalpuk              |
| 14. KOLEJKA |       |                             |                                         |                             |        |                            |
| 13.12.2016  | 18:00 | Espadon Szczecin            | 3:0 (25:23, 31:29, 25:21)               | Effector Kielce             | 790    | Bartłomiej Kluth           |
| 14.12.2016  | 18:00 | Asseco Resovia Rzeszów      | 3:0 (25:20, 25:17, 25:18)               | MKS Będzin                  | 3320   | Bartłomiej Lemański        |
| 14.12.2016  | 18:00 | PGE Skra Bełchatów          | 3:0 (25:17, 25:14, 25:21)               | BBTS Bielsko-Biała          | 2500   | Bartosz Kurek              |
| 14.12.2016  | 18:00 | Jastrzębski Węgiel          | 3:1 (25:15, 24:26, 25:19, 25:16)        | GKS Katowice                | 1500   | Patryk Strzeżek            |
| 14.12.2016  | 18:00 | Cuprum Lubin                | 1:3 (19:25, 22:25, 25:21, 23:25)        | Indykpol AZS Olsztyn        | 1750   | Aleksander Śliwka          |
| 14.12.2016  | 18:00 | Łuczniczka Bydgoszcz        | 2:3 (25:18, 30:32, 25:14, 17:25, 11:15) | Czarni Radom                | 1050   | Wojciech Żaliński          |
| 14.12.2016  | 18:30 | Trefl Gdańsk                | 3:1 (22:25, 25:15, 25:18, 25:19)        | AZS Częstochowa             | 2217   | Mateusz Mika               |
| 14.12.2016  | 20:30 | AZS Politechnika Warszawska | 0:3 (13:25, 21:25, 21:25)               | ZAKSA Kędzierzyn-Koźle      | 4200   | Dawid Konarski             |
| 15. KOLEJKA |       |                             |                                         |                             |        |                            |
| 16.12.2016  | 20:15 | Łuczniczka Bydgoszcz        | 0:3 (18:25, 18:25, 20:25)               | Jastrzębski Węgiel          | 1800   | Jakub Popiwczak            |
| 17.12.2016  | 14:45 | ZAKSA Kędzierzyn-Koźle      | 2:3 (23:25, 25:18, 25:18, 18:25, 13:15) | Asseco Resovia Rzeszów      | 3000   | Marko Ivović               |
| 17.12.2016  | 17:00 | Trefl Gdańsk                | 3:1 (22:25, 25:21, 25:19, 25:14)        | BBTS Bielsko-Biała          | 2137   | Damian Schulz              |
| 17.12.2016  | 17:00 | AZS Częstochowa             | 1:3 (22:25, 22:25, 28:26, 22:25)        | Cuprum Lubin                | 1130   | Grzegorz Łomacz            |
| 17.12.2016  | 17:00 | GKS Katowice                | 2:3 (28:30, 25:16, 25:18, 21:25, 12:15) | AZS Politechnika Warszawska | 700    | Michał Filip               |
| 17.12.2016  | 18:00 | Effector Kielce             | 0:3 (20:25, 20:25, 17:25)               | PGE Skra Bełchatów          | 2750   | Kacper Piechocki           |
| 18.12.2016  | 15:00 | Indykpol AZS Olsztyn        | 3:1 (22:25, 25:16, 25:20, 25:15)        | Czarni Radom                | 1800   | Wojciech Włodarczyk        |
| 19.12.2016  | 18:00 | MKS Będzin                  | 3:0 (25:19, 25:16, 25:21)               | Espadon Szczecin            | 1300   | Marcin Waliński            |
| 16. KOLEJKA |       |                             |                                         |                             |        |                            |
| 21.12.2016  | 18:00 | Effector Kielce             | 0:3 (15:25, 22:25, 22:25)               | Trefl Gdańsk                | 1000   | Miłosz Hebda               |
| 22.12.2016  | 20:30 | Indykpol AZS Olsztyn        | 3:1 (24:26, 25:18, 25:23, 27:25)        | Jastrzębski Węgiel          | 1800   | Wojciech Włodarczyk        |
| 30.12.2016  | 18:00 | AZS Częstochowa             | 0:3 (13:25, 21:25, 15:25)               | Czarni Radom                | 1070   | Tomasz Fornal              |
| 30.12.2016  | 18:00 | ZAKSA Kędzierzyn-Koźle      | 3:0 (25:18, 25:12, 25:22)               | Espadon Szczecin            | 2650   | Mateusz Bieniek            |
| 30.12.2016  | 18:00 | Cuprum Lubin                | 3:0 (25:22, 25:18, 25:17)               | BBTS Bielsko-Biała          | 1300   | Marcus Böhme               |
| 30.12.2016  | 18:00 | Łuczniczka Bydgoszcz        | 2:3 (25:22, 17:25, 25:21, 23:25, 15:17) | GKS Katowice                | 1200   | Rafał Sobański             |
| 30.12.2016  | 19:00 | MKS Będzin                  | 2:3 (18:25, 28:26, 25:22, 23:25, 10:15) | PGE Skra Bełchatów          | 1400   | Srećko Lisinac             |
| 30.12.2016  | 20:15 | Asseco Resovia Rzeszów      | 3:0 (25:19, 25:18, 25:17)               | AZS Politechnika Warszawska | 4180   | Bartłomiej Lemański        |
| 17. KOLEJKA |       |                             |                                         |                             |        |                            |
| 06.01.2017  | 20:15 | Łuczniczka Bydgoszcz        | 0:3 (17:25, 20:25, 26:28)               | AZS Politechnika Warszawska | 1000   | Michał Filip               |
| 07.01.2017  | 14:45 | PGE Skra Bełchatów          | 3:2 (23:25, 19:25, 25:18, 25:20, 15:9)  | ZAKSA Kędzierzyn-Koźle      | 2700   | Mariusz Wlazły             |
| 07.01.2017  | 15:00 | Jastrzębski Węgiel          | 3:0 (25:18, 25:16, 25:16)               | AZS Częstochowa             | 2200   | Damian Boruch              |
| 07.01.2017  | 15:00 | BBTS Bielsko-Biała          | 3:1 (25:20, 20:25, 25:23, 25:20)        | Czarni Radom                | 700    | Bartosz Janeczek           |
| 07.01.2017  | 17:00 | Cuprum Lubin                | 3:0 (25:20, 25:16, 25:17)               | Effector Kielce             | 1550   | Grzegorz Łomacz            |
| 07.01.2017  | 17:00 | Asseco Resovia Rzeszów      | 3:0 (25:23, 25:18, 25:17)               | Espadon Szczecin            | 3500   | Mateusz Masłowski          |
| 08.01.2017  | 14:45 | GKS Katowice                | 0:3 (14:25, 20:25, 15:25)               | Indykpol AZS Olsztyn        | 600    | Paweł Woicki               |
| 08.01.2017  | 16:00 | Trefl Gdańsk                | 3:0 (25:21, 25:19, 27:25)               | MKS Będzin                  | 1950   | Dmytro Paszycki            |
| 18. KOLEJKA |       |                             |                                         |                             |        |                            |
| 20.01.2017  | 20:15 | Czarni Radom                | 3:1 (25:22, 25:18, 22:25, 25:23)        | MKS Będzin                  | 1300   | Michał Kędzierski          |
| 21.01.2017  | 14:45 | Jastrzębski Węgiel          | 3:0 (25:21, 25:17, 25:23)               | Effector Kielce             | 2100   | Salvador Hidalgo Oliva     |
| 21.01.2017  | 17:00 | Indykpol AZS Olsztyn        | 3:0 (25:18, 30:28, 25:20)               | AZS Politechnika Warszawska | 1650   | Michał Żurek               |
| 21.01.2017  | 17:00 | Łuczniczka Bydgoszcz        | 3:0 (25:18, 25:23, 27:25)               | AZS Częstochowa             | 1250   | Piotr Sieńko               |
| 22.01.2017  | 14:45 | Trefl Gdańsk                | 3:2 (23:25, 26:24, 17:25, 25:20, 15:10) | Asseco Resovia Rzeszów      | 4150   | Damian Schulz              |
| 22.01.2017  | 18:00 | PGE Skra Bełchatów          | 3:0 (25:23, 25:21, 25:23)               | Espadon Szczecin            | 2000   | Jurij Gładyr               |
| 23.01.2017  | 18:00 | GKS Katowice                | 3:0 (25:22, 25:21, 25:13)               | BBTS Bielsko-Biała          | 2650   | Karol Butryn               |
| 24.01.2017  | 18:00 | Cuprum Lubin                | 1:3 (17:25, 25:19, 23:25, 19:25)        | ZAKSA Kędzierzyn-Koźle      | 2745   | Sam Deroo                  |
| 19. KOLEJKA |       |                             |                                         |                             |        |                            |
| 27.01.2017  | 18:00 | Indykpol AZS Olsztyn        | 3:1 (25:22, 25:21, 20:25, 25:20)        | Łuczniczka Bydgoszcz        | 1200   | Daniel Pliński             |
| 27.01.2017  | 18:00 | MKS Będzin                  | 3:2 (25:23, 20:25, 25:23, 23:25, 15:11) | Cuprum Lubin                | 1000   | Krzysztof Rejno            |
| 28.01.2017  | 14:45 | Asseco Resovia Rzeszów      | 3:1 (20:25, 25:22, 30:28, 25:17)        | PGE Skra Bełchatów          | 4300   | Gavin Schmitt              |
| 28.01.2017  | 17:00 | Effector Kielce             | 0:3 (22:25, 17:25, 19:25)               | Czarni Radom                | 2150   | Wojciech Żaliński          |
| 28.01.2017  | 17:00 | AZS Częstochowa             | 2:3 (14:25, 25:21, 22:25, 25:22, 10:15) | GKS Katowice                | 900    | Tomasz Kalembka            |
| 28.01.2017  | 18:00 | AZS Politechnika Warszawska | 3:0 (25:19, 25:17, 25:20)               | Espadon Szczecin            | 2200   | Łukasz Łapszyński          |
| 28.01.2017  | 20:00 | ZAKSA Kędzierzyn-Koźle      | 3:0 (25:22, 25:15, 25:16)               | Trefl Gdańsk                | 2250   | Łukasz Wiśniewski          |
| 30.01.2017  | 18:00 | BBTS Bielsko-Biała          | 1:3 (25:22, 17:25, 19:25, 20:25)        | Jastrzębski Węgiel          | 1000   | Grzegorz Kosok             |
| 20. KOLEJKA |       |                             |                                         |                             |        |                            |
| 03.02.2017  | 18:00 | BBTS Bielsko-Biała          | 2:3 (29:31, 25:16, 25:22, 17:25, 11:15) | Łuczniczka Bydgoszcz        | 500    | Bartosz Filipiak           |
| 03.02.2017  | 19:00 | MKS Będzin                  | 1:3 (25:21, 22:25, 26:28, 20:25)        | Jastrzębski Węgiel          | 1300   | Lukas Kampa                |
| 04.02.2017  | 14:45 | AZS Politechnika Warszawska | 3:1 (25:22, 22:25, 25:23, 25:18)        | PGE Skra Bełchatów          | 5800   | Maciej Olenderek           |
| 04.02.2017  | 17:00 | AZS Częstochowa             | 0:3 (18:25, 23:25, 22:25)               | Indykpol AZS Olsztyn        | 1000   | Jakub Kochanowski          |
| 04.02.2017  | 17:00 | Effector Kielce             | 1:3 (25:22, 13:25, 19:25, 23:25)        | GKS Katowice                | 1400   | Marco Falaschi             |
| 04.02.2017  | 17:00 | ZAKSA Kędzierzyn-Koźle      | 3:2 (21:25, 26:24, 17:25, 25:19, 19:17) | Czarni Radom                | 1800   | Sam Deroo                  |
| 05.02.2017  | 18:00 | Asseco Resovia Rzeszów      | 3:2 (26:24, 25:16, 15:25, 21:25, 17:15) | Cuprum Lubin                | 4070   | Marcin Możdżonek           |
| 06.02.2017  | 18:00 | Espadon Szczecin            | 3:1 (22:25, 25:22, 31:29, 25:23)        | Trefl Gdańsk                | 1230   | Bartłomiej Kluth           |
| 21. KOLEJKA |       |                             |                                         |                             |        |                            |
| 10.02.2017  | 18:00 | Czarni Radom                | 1:3 (25:19, 18:25, 21:25, 14:25)        | Asseco Resovia Rzeszów      | 1500   | Thibault Rossard           |
| 10.02.2017  | 18:00 | Łuczniczka Bydgoszcz        | 2:3 (23:25, 25:17, 25:22, 20:25, 15:17) | Effector Kielce             | 1300   | Marcin Komenda             |
| 10.02.2017  | 18:00 | Jastrzębski Węgiel          | 2:3 (25:23, 25:23, 19:25, 18:25, 11:15) | ZAKSA Kędzierzyn-Koźle      | 3112   | Łukasz Wiśniewski          |
| 11.02.2017  | 14:45 | Trefl Gdańsk                | 2:3 (25:21, 20:25, 25:16, 18:25, 10:15) | PGE Skra Bełchatów          | 6850   | Bartosz Kurek              |
| 11.02.2017  | 17:00 | Indykpol AZS Olsztyn        | 3:0 (25:17, 25:18, 25:22)               | BBTS Bielsko-Biała          | 1500   | Wojciech Włodarczyk        |
| 11.02.2017  | 17:00 | GKS Katowice                | 0:3 (20:25, 22:25, 23:25)               | MKS Będzin                  | 800    | Krzysztof Rejno            |
| 12.02.2017  | 14:45 | Espadon Szczecin            | 0:3 (19:25, 16:25, 15:25)               | Cuprum Lubin                | 1370   | Rafail Kumendakis          |
| 13.02.2017  | 18:00 | AZS Częstochowa             | 1:3 (25:16, 18:25, 28:30, 22:25)        | AZS Politechnika Warszawska | 1000   | Łukasz Łapszyński          |
| 22. KOLEJKA |       |                             |                                         |                             |        |                            |
| 17.02.2017  | 18:00 | BBTS Bielsko-Biała          | 1:3 (23:25, 25:19, 18:25, 22:25)        | AZS Częstochowa             | 700    | Bartosz Buniak             |
| 17.02.2017  | 18:00 | Espadon Szczecin            | 2:3 (12:25, 20:25, 25:22, 25:23, 9:15)  | Czarni Radom                | 1034   | Emanuel Kohút              |
| 17.02.2017  | 18:00 | MKS Będzin                  | 2:3 (25:17, 19:25, 22:25, 25:14, 13:15) | Łuczniczka Bydgoszcz        | 1150   | Bartosz Filipak            |
| 18.02.2017  | 14:45 | PGE Skra Bełchatów          | 3:0 (25:20, 25:16, 25:23)               | Cuprum Lubin                | 2700   | Mariusz Wlazły             |
| 18.02.2017  | 17:00 | ZAKSA Kędzierzyn-Koźle      | 3:0 (30:28, 32:30, 31:29)               | GKS Katowice                | 1740   | Dawid Konarski             |
| 18.02.2017  | 17:00 | Effector Kielce             | 0:3 (23:25, 19:25, 19:25)               | Indykpol AZS Olsztyn        | 2100   | Miłosz Zniszczoł           |
| 18.02.2017  | 20:00 | Asseco Resovia Rzeszów      | 1:3 (21:25, 25:15, 24:26, 20:25)        | Jastrzębski Węgiel          | 4512   | Lukas Kampa                |
| 19.02.2017  | 14:45 | AZS Politechnika Warszawska | 1:3 (25:27, 23:25, 25:21, 18:25)        | Trefl Gdańsk                | 2700   | Bartosz Gawryszewski       |
| 23. KOLEJKA |       |                             |                                         |                             |        |                            |
| 21.02.2017  | 20:30 | Czarni Radom                | 2:3 (25:16, 19:25, 25:22, 17:25, 10:15) | PGE Skra Bełchatów          | 1510   | Srećko Lisinac             |
| 22.02.2017  | 18:00 | Jastrzębski Węgiel          | 3:0 (25:15, 25:20, 25:23)               | Espadon Szczecin            | 2000   | Maciej Muzaj               |
| 22.02.2017  | 18:00 | Łuczniczka Bydgoszcz        | 0:3 (23:25, 16:25, 22:25)               | ZAKSA Kędzierzyn-Koźle      | 3050   | Benjamin Toniutti          |
| 22.02.2017  | 18:00 | BBTS Bielsko-Biała          | 3:0 (25:21, 31:29, 25:22)               | AZS Politechnika Warszawska | 600    | Bartłomiej Lipiński        |
| 22.02.2017  | 18:00 | Cuprum Lubin                | 3:1 (25:16, 24:26, 25:15, 25:16)        | Trefl Gdańsk                | 2800   | Keith Pupart               |
| 22.02.2017  | 18:00 | Indykpol AZS Olsztyn        | 3:2 (24:26, 19:25, 25:13, 25:13, 15:9)  | MKS Będzin                  | 2000   | Daniel Pliński             |
| 22.02.2017  | 18:30 | AZS Częstochowa             | 1:3 (20:25, 20:25, 25:17, 25:27)        | Effector Kielce             | 1000   | Marcin Komenda             |
| 22.02.2017  | 20:30 | GKS Katowice                | 2:3 (26:28, 25:20, 25:22, 23:25, 12:15) | Asseco Resovia Rzeszów      | 1500   | Jochen Schöps              |
| 24. KOLEJKA |       |                             |                                         |                             |        |                            |
| 18.01.2017  | 19:30 | AZS Politechnika Warszawska | 0:3 (15:25, 21:25, 19:25)               | Cuprum Lubin                | 1500   | Grzegorz Łomacz            |
| 24.02.2017  | 18:00 | MKS Będzin                  | 3:1 (27:29, 25:19, 25:14, 25:10)        | AZS Częstochowa             | 1100   | Marcin Waliński            |
| 25.02.2017  | 14:45 | ZAKSA Kędzierzyn-Koźle      | 3:1 (21:25, 25:21, 25:21, 25:22)        | Indykpol AZS Olsztyn        | 2250   | Benjamin Toniutti          |
| 25.02.2017  | 17:00 | Effector Kielce             | 3:0 (25:21, 25:13, 25:13)               | BBTS Bielsko-Biała          | 970    | Leo Andrić                 |
| 25.02.2017  | 20:00 | Asseco Resovia Rzeszów      | 3:0 (25:17, 25:21, 25:13)               | Łuczniczka Bydgoszcz        | 4094   | Jochen Schöps              |
| 26.02.2017  | 14:30 | Trefl Gdańsk                | 3:1 (22:25, 25:18, 25:23, 25:20)        | Czarni Radom                | 2850   | Mateusz Mika               |
| 26.02.2017  | 14:45 | PGE Skra Bełchatów          | 3:2 (25:27, 25:17, 23:25, 25:15, 15:10) | Jastrzębski Węgiel          | 2700   | Bartosz Kurek              |
| 26.02.2017  | 17:00 | Espadon Szczecin            | 2:3 (16:25, 28:26, 25:22, 20:25, 11:15) | GKS Katowice                | 930    | Karol Butryn               |
| 25. KOLEJKA |       |                             |                                         |                             |        |                            |
| 02.03.2017  | 19:00 | AZS Politechnika Warszawska | 1:3 (23:25, 25:18, 18:25, 20:25)        | Effector Kielce             | 900    | Marcin Komenda             |
| 03.03.2017  | 18:00 | Łuczniczka Bydgoszcz        | 1:3 (21:25, 25:20, 23:25, 22:25)        | Espadon Szczecin            | 1420   | Janusz Gałązka             |
| 04.03.2017  | 14:45 | Indykpol AZS Olsztyn        | 2:3 (25:19, 25:23, 17:25, 21:25, 10:15) | Asseco Resovia Rzeszów      | 2350   | Fabian Drzyzga             |
| 04.03.2017  | 17:00 | Czarni Radom                | 3:0 (27:25, 26:24, 25:21)               | Cuprum Lubin                | 1400   | Jakub Ziobrowski           |
| 04.03.2017  | 17:00 | BBTS Bielsko-Biała          | 1:3 (25:20, 17:25, 14:25, 26:28)        | MKS Będzin                  | 700    | Rafael Rodrigues de Araújo |
| 04.03.2017  | 20:00 | GKS Katowice                | 2:3 (22:25, 25:21, 20:25, 25:22, 13:15) | PGE Skra Bełchatów          | 1500   | Karol Kłos                 |
| 05.03.2017  | 15:00 | Trefl Gdańsk                | 1:3 (20:25, 25:14, 18:25, 26:28)        | Jastrzębski Węgiel          | 3700   | Lukas Kampa                |
| 06.03.2017  | 18:00 | AZS Częstochowa             | 0:3 (15:25, 16:25, 20:25)               | ZAKSA Kędzierzyn-Koźle      | 1000   | Grzegorz Pająk             |
| 26. KOLEJKA |       |                             |                                         |                             |        |                            |
| 17.01.2017  | 18:00 | GKS Katowice                | 3:2 (25:22, 25:13, 20:25, 16:25, 15:13) | Trefl Gdańsk                | 2500   | Serhij Kapełuś             |
| 07.03.2017  | 19:00 | AZS Politechnika Warszawska | 3:1 (25:20, 25:20, 21:25, 25:18)        | Czarni Radom                | 2000   | Maciej Olenderek           |
| 08.03.2017  | 17:00 | PGE Skra Bełchatów          | 3:0 (25:14, 25:14, 25:9)                | Łuczniczka Bydgoszcz        | 1800   | Mariusz Wlazły             |
| 08.03.2017  | 18:00 | ZAKSA Kędzierzyn-Koźle      | 3:0 (25:22, 25:9, 25:20)                | BBTS Bielsko-Biała          | 2300   | Sam Deroo                  |
| 08.03.2017  | 18:00 | Asseco Resovia Rzeszów      | 3:0 (25:21, 25:20, 25:15)               | AZS Częstochowa             | 3623   | Marko Ivović               |
| 08.03.2017  | 18:00 | Espadon Szczecin            | 2:3 (25:20, 25:27, 25:17, 16:25, 11:15) | Indykpol AZS Olsztyn        | 926    | Daniel Pliński             |
| 08.03.2017  | 18:00 | Cuprum Lubin                | 2:3 (25:17, 25:22, 22:25, 21:25, 11:15) | Jastrzębski Węgiel          | 2600   | Patryk Strzeżek            |
| 08.03.2017  | 20:30 | MKS Będzin                  | 3:1 (25:22, 25:13, 19:25, 25:20)        | Effector Kielce             | 1100   | Marcin Waliński            |
| 27. KOLEJKA |       |                             |                                         |                             |        |                            |
| 11.03.2017  | 14:45 | Indykpol AZS Olsztyn        | 2:3 (27:29, 15:25, 25:22, 25:19, 9:15)  | PGE Skra Bełchatów          | 2400   | Srećko Lisinac             |
| 11.03.2017  | 15:00 | BBTS Bielsko-Biała          | 0:3 (16:25, 19:25, 19:25)               | Asseco Resovia Rzeszów      | 1500   | John Perrin                |
| 11.03.2017  | 17:00 | AZS Częstochowa             | 1:3 (15:25, 25:21, 14:25, 21:25)        | Espadon Szczecin            | 700    | Michal Sládeček            |
| 11.03.2017  | 17:00 | Łuczniczka Bydgoszcz        | 2:3 (25:23, 22:25, 25:19, 18:25, 13:15) | Trefl Gdańsk                | 1250   | Damian Schulz              |
| 11.03.2017  | 17:00 | GKS Katowice                | 2:3 (25:23, 13:25, 18:25, 29:27, 12:15) | Cuprum Lubin                | 750    | Robert Täht                |
| 11.03.2017  | 18:00 | MKS Będzin                  | 1:3 (23:25, 21:25, 25:18, 21:25)        | AZS Politechnika Warszawska | 1100   | Bartosz Kwolek             |
| 12.03.2017  | 17:00 | Effector Kielce             | 0:3 (19:25, 19:25, 15:25)               | ZAKSA Kędzierzyn-Koźle      | 3100   | Sam Deroo                  |
| 13.03.2017  | 18:00 | Jastrzębski Węgiel          | 3:0 (25:23, 25:20, 25:19)               | Czarni Radom                | 2450   | Maciej Muzaj               |
| 28. KOLEJKA |       |                             |                                         |                             |        |                            |
| 17.03.2017  | 18:00 | Espadon Szczecin            | 2:3 (23:25, 23:25, 25:16, 25:23, 18:20) | BBTS Bielsko-Biała          | 520    | Kamil Kwasowski            |
| 17.03.2017  | 18:00 | Czarni Radom                | 2:3 (24:26, 14:25, 25:18, 25:23, 22:24) | GKS Katowice                | 1500   | Serhij Kapełuś             |
| 18.03.2017  | 14:45 | AZS Politechnika Warszawska | 3:2 (25:23, 20:25, 19:25, 25:21, 15:12) | Jastrzębski Węgiel          | 3700   | Michał Filip               |
| 18.03.2017  | 17:00 | PGE Skra Bełchatów          | 3:0 (25:19, 25:18, 25:19)               | AZS Częstochowa             | 2700   | Mariusz Wlazły             |
| 18.03.2017  | 17:00 | Asseco Resovia Rzeszów      | 3:1 (25:17, 25:14, 20:25, 25:15)        | Effector Kielce             | 4070   | Jochen Schöps              |
| 18.03.2017  | 17:00 | Cuprum Lubin                | 3:1 (26:24, 17:25, 25:21, 25:19)        | Łuczniczka Bydgoszcz        | 1700   | Łukasz Kaczmarek           |
| 18.03.2017  | 20:00 | Trefl Gdańsk                | 0:3 (26:28, 25:27, 18:25)               | Indykpol AZS Olsztyn        | 3500   | Jan Hadrava                |
| 19.03.2017  | 17:00 | ZAKSA Kędzierzyn-Koźle      | 3:1 (28:30, 25:18, 25:23, 27:25)        | MKS Będzin                  | 2300   | Dawid Konarski             |
| 29. KOLEJKA |       |                             |                                         |                             |        |                            |
| 24.03.2017  | 20:30 | AZS Częstochowa             | 0:3 (17:25, 24:26, 15:25)               | Trefl Gdańsk                | 900    | Damian Schulz              |
| 25.03.2017  | 14:45 | Indykpol AZS Olsztyn        | 3:1 (17:25, 25:17, 25:21, 25:23)        | Cuprum Lubin                | 1800   | Paweł Woicki               |
| 25.03.2017  | 15:00 | BBTS Bielsko-Biała          | 0:3 (19:25, 24:26, 14:25)               | PGE Skra Bełchatów          | 2501   | Mariusz Wlazły             |
| 25.03.2017  | 17:00 | Czarni Radom                | 3:1 (25:11, 25:18, 23:25, 25:22)        | Łuczniczka Bydgoszcz        | 1300   | Tomasz Fornal              |
| 25.03.2017  | 20:00 | Effector Kielce             | 2:3 (25:20, 25:27, 22:25, 25:23, 11:15) | Espadon Szczecin            | 2600   | Michał Ruciak              |
| 26.03.2017  | 17:00 | MKS Będzin                  | 0:3 (17:25, 16:25, 18:25)               | Asseco Resovia Rzeszów      | 1400   | Marko Ivović               |
| 26.03.2017  | 18:00 | ZAKSA Kędzierzyn-Koźle      | 3:0 (25:22, 25:16, 25:12)               | AZS Politechnika Warszawska | 1300   | Sam Deroo                  |
| 28.03.2017  | 18:00 | GKS Katowice                | 2:3 (20:25, 23:25, 25:22, 25:21, 9:15)  | Jastrzębski Węgiel          | 4600   | Lukas Kampa                |
| 30. KOLEJKA |       |                             |                                         |                             |        |                            |
| 31.03.2017  | 18:00 | Czarni Radom                | 1:3 (25:23, 15:25, 19:25, 19:25)        | Indykpol AZS Olsztyn        | 1100   | Paweł Woicki               |
| 01.04.2017  | 14:45 | Jastrzębski Węgiel          | 3:0 (25:17, 25:21, 25:19)               | Łuczniczka Bydgoszcz        | 2270   | Salvador Hidalgo Oliva     |
| 01.04.2017  | 14:45 | AZS Politechnika Warszawska | 3:0 (25:19, 25:20, 28:26)               | GKS Katowice                | 2800   | Michał Filip               |
| 01.04.2017  | 15:00 | BBTS Bielsko-Biała          | 2:3 (21:25, 23:25, 25:20, 25:16, 17:19) | Trefl Gdańsk                | 800    | Mateusz Mika               |
| 01.04.2017  | 17:00 | Cuprum Lubin                | 3:0 (25:23, 25:8, 25:20)                | AZS Częstochowa             | 1300   | Grzegorz Łomacz            |
| 01.04.2017  | 20:00 | Asseco Resovia Rzeszów      | 3:0 (25:21, 25:22, 25:19)               | ZAKSA Kędzierzyn-Koźle      | 4300   | Jochen Schöps              |
| 02.04.2017  | 16:30 | Espadon Szczecin            | 3:2 (25:23, 19:25, 21:25, 25:21, 15:11) | MKS Będzin                  | 430    | Michał Ruciak              |
| 02.04.2017  | 17:30 | PGE Skra Bełchatów          | 3:0 (25:14, 25:19, 25:17)               | Effector Kielce             | 2700   | Karol Kłos                 |

#### Tabela
| Lp. | Drużyna                     | Pkt | Mecze | Mecze | Mecze | Rodzaj wyniku | Rodzaj wyniku | Rodzaj wyniku | Rodzaj wyniku | Rodzaj wyniku | Rodzaj wyniku | Sety | Sety | Sety  | Małe punkty | Małe punkty | Małe punkty |
| Lp. | Drużyna                     | Pkt | M     | W     | P     | 3:0           | 3:1           | 3:2           | 2:3           | 1:3           | 0:3           | wyg. | prz. | stos. | zdob.       | str.        | stos.       |
| --- | --------------------------- | --- | ----- | ----- | ----- | ------------- | ------------- | ------------- | ------------- | ------------- | ------------- | ---- | ---- | ----- | ----------- | ----------- | ----------- |
| 1   | ZAKSA Kędzierzyn-Koźle      | 77  | 30    | 26    | 4     | 17            | 6             | 3             | 2             | 1             | 1             | 83   | 24   | 3.46  | 2581        | 2176        | 1.19        |
| 2   | Asseco Resovia Rzeszów      | 72  | 30    | 25    | 5     | 14            | 6             | 5             | 2             | 2             | 1             | 81   | 31   | 2.61  | 2610        | 2275        | 1.15        |
| 3   | PGE Skra Bełchatów          | 69  | 30    | 25    | 5     | 15            | 3             | 7             | 1             | 3             | 1             | 80   | 32   | 2.5   | 2567        | 2304        | 1.11        |
| 4   | Jastrzębski Węgiel          | 67  | 30    | 23    | 7     | 8             | 8             | 7             | 5             | 2             | 0             | 81   | 43   | 1.88  | 2839        | 2589        | 1.1         |
| 5   | Indykpol AZS Olsztyn        | 65  | 30    | 22    | 8     | 9             | 9             | 4             | 3             | 4             | 1             | 76   | 41   | 1.85  | 2687        | 2476        | 1.09        |
| 6   | Cuprum Lubin                | 54  | 30    | 18    | 12    | 9             | 5             | 4             | 4             | 4             | 4             | 66   | 49   | 1.35  | 2630        | 2419        | 1.09        |
| 7   | Lotos Trefl Gdańsk          | 47  | 30    | 16    | 14    | 3             | 8             | 5             | 4             | 6             | 4             | 62   | 60   | 1.03  | 2720        | 2698        | 1.01        |
| 8   | Cerrad Czarni Radom         | 44  | 30    | 14    | 16    | 6             | 6             | 2             | 4             | 9             | 3             | 59   | 58   | 1.02  | 2625        | 2645        | 0.99        |
| 9   | AZS Politechnika Warszawska | 40  | 30    | 14    | 16    | 5             | 6             | 3             | 1             | 7             | 8             | 51   | 60   | 0.85  | 2492        | 2578        | 0.97        |
| 10  | GKS Katowice                | 39  | 30    | 13    | 17    | 4             | 3             | 6             | 6             | 2             | 9             | 53   | 66   | 0.8   | 2617        | 2678        | 0.98        |
| 11  | MKS Będzin                  | 37  | 30    | 11    | 19    | 3             | 5             | 3             | 7             | 4             | 8             | 51   | 68   | 0.75  | 2566        | 2644        | 0.97        |
| 12  | Espadon Szczecin            | 27  | 30    | 9     | 21    | 2             | 3             | 4             | 4             | 6             | 11            | 41   | 74   | 0.55  | 2430        | 2620        | 0.93        |
| 13  | Effector Kielce             | 27  | 30    | 9     | 21    | 2             | 3             | 4             | 4             | 5             | 12            | 40   | 74   | 0.54  | 2381        | 2637        | 0.9         |
| 14  | BBTS Bielsko-Biała          | 22  | 30    | 6     | 24    | 1             | 4             | 1             | 5             | 4             | 15            | 32   | 78   | 0.41  | 2222        | 2601        | 0.85        |
| 15  | Łuczniczka Bydgoszcz        | 20  | 30    | 5     | 25    | 3             | 0             | 2             | 7             | 9             | 9             | 38   | 79   | 0.48  | 2423        | 2682        | 0.9         |
| 16  | AZS Częstochowa             | 13  | 30    | 4     | 26    | 0             | 2             | 2             | 3             | 9             | 14            | 27   | 84   | 0.32  | 2277        | 2645        | 0.86        |

Źródło: plusliga.pl (pol.)
Punktacja: 3:0 i 3:1 – 3 pkt; 3:2 – 2 pkt; 2:3 – 1 pkt; 1:3 i 0:3 – 0 pkt
Zasady ustalania kolejności: 1. liczba punktów; 2. liczba zwycięstw; 3. stosunek setów; 4. stosunek małych punktów; 5. bilans w bezpośrednich meczach
     półfinał
     mecze o miejsca 15-16

### Faza play-off

#### Półfinały
| Data       | Godz. | Gospodarz              | Rezultat                  | Gość                   | Widzów | MVP            |
| ---------- | ----- | ---------------------- | ------------------------- | ---------------------- | ------ | -------------- |
| 07.04.2017 | 17:30 | Jastrzębski Węgiel     | 0:3 (23:25, 20:25, 19:25) | ZAKSA Kędzierzyn-Koźle | 3112   | Sam Deroo      |
| 12.04.2017 | 18:00 | ZAKSA Kędzierzyn-Koźle | 3:0 (25:19, 25:17, 25:20) | Jastrzębski Węgiel     | 3000   | Dawid Konarski |

| Data       | Godz. | Gospodarz              | Rezultat                               | Gość                   | Widzów | MVP           |
| ---------- | ----- | ---------------------- | -------------------------------------- | ---------------------- | ------ | ------------- |
| 09.04.2017 | 17:30 | PGE Skra Bełchatów     | 3:0 (25:21, 25:15, 25:13)              | Asseco Resovia Rzeszów | 6587   | Bartosz Kurek |
| 12.04.2017 | 20:30 | Asseco Resovia Rzeszów | 2:3 (25:21, 19:25, 25:21, 18:25, 8:15) | PGE Skra Bełchatów     | 4304   | Bartosz Kurek |

#### Finały
| Data       | Godz. | Gospodarz              | Rezultat                           | Gość                   | Widzów | MVP               |
| ---------- | ----- | ---------------------- | ---------------------------------- | ---------------------- | ------ | ----------------- |
| 19.04.2017 | 18:00 | PGE Skra Bełchatów     | 0:3 (25:27, 21:25, 19:25)          | ZAKSA Kędzierzyn-Koźle | 9592   | Dawid Konarski    |
| 23.04.2017 | 20:00 | ZAKSA Kędzierzyn-Koźle | 3:1 (21:25 , 25:23 , 27:25, 25:18) | PGE Skra Bełchatów     | 3375   | Benjamin Toniutti |

#### Mecze o 3. miejsce
| Data       | Godz. | Gospodarz              | Rezultat                               | Gość                   | Widzów | MVP                    |
| ---------- | ----- | ---------------------- | -------------------------------------- | ---------------------- | ------ | ---------------------- |
| 18.04.2017 | 18:00 | Jastrzębski Węgiel     | 3:1 (25:21, 34:32, 24:26, 25:21)       | Asseco Resovia Rzeszów | 3000   | Lukas Kampa            |
| 23.04.2017 | 17:30 | Asseco Resovia Rzeszów | 2:3 (26:24, 25:17, 21:25, 26:28, 9:15) | Jastrzębski Węgiel     | 4300   | Salvador Hidalgo Oliva |

#### Mecze o 5. miejsce
| Data       | Godz. | Gospodarz            | Rezultat                         | Gość                 | Widzów | MVP               |
| ---------- | ----- | -------------------- | -------------------------------- | -------------------- | ------ | ----------------- |
| 07.04.2017 | 18:00 | Cuprum Lubin         | 1:3 (25:16, 24:26, 16:25, 21:25) | Indykpol AZS Olsztyn | 1300   | Paweł Woicki      |
| 12.04.2017 | 18:00 | Indykpol AZS Olsztyn | 3:1 (25:27, 25:23, 25:15, 25:22) | Cuprum Lubin         | 1400   | Ezequiel Palacios |

#### Mecze o 7. miejsce
| Data       | Godz. | Gospodarz    | Rezultat                                | Gość         | Widzów | MVP          |
| ---------- | ----- | ------------ | --------------------------------------- | ------------ | ------ | ------------ |
| 08.04.2017 | 17:00 | Czarni Radom | 2:3 (22:25, 25:15, 25:23, 16:25, 13:15) | Trefl Gdańsk | 1100   | Mateusz Mika |
| 13.04.2017 | 18:00 | Trefl Gdańsk | 1:3 (19:25, 30:28, 18:25, 18:25)        | Czarni Radom | 3100   | Piotr Gacek  |

#### Mecze o 9. miejsce
| Data       | Godz. | Gospodarz                   | Rezultat                                          | Gość                        | Widzów | MVP           |
| ---------- | ----- | --------------------------- | ------------------------------------------------- | --------------------------- | ------ | ------------- |
| 08.04.2017 | 14:45 | AZS Politechnika Warszawska | 3:1 (25:18, 25:17, 17:25, 25:19)                  | GKS Katowice                | 4850   | Paweł Zagumny |
| 09.04.2017 | 17:00 | GKS Katowice                | 3:1 (25:18, 29:31, 31:29, 25:21) złoty set: 12:15 | AZS Politechnika Warszawska | 2500   | Paweł Zagumny |

#### Mecze o 11. miejsce
| Data       | Godz. | Gospodarz        | Rezultat                         | Gość             | Widzów | MVP             |
| ---------- | ----- | ---------------- | -------------------------------- | ---------------- | ------ | --------------- |
| 04.04.2017 | 19:00 | Espadon Szczecin | 1:3 (22:25, 21:25, 37:35, 23:25) | MKS Będzin       | 280    | Marcin Waliński |
| 12.04.2017 | 19:00 | MKS Będzin       | 3:0 (25:23, 26:24, 25:15)        | Espadon Szczecin | 1000   | Dawid Woch      |

#### Mecze o 13. miejsce
| Data       | Godz. | Gospodarz          | Rezultat                                | Gość               | Widzów | MVP              |
| ---------- | ----- | ------------------ | --------------------------------------- | ------------------ | ------ | ---------------- |
| 11.04.2017 | 18:00 | BBTS Bielsko-Biała | 2:3 (25:19, 23:25, 25:21, 22:25, 12:15) | Effector Kielce    | 500    | Maciej Pawliński |
| 13.04.2017 | 18:00 | Effector Kielce    | 3:0 (25:19, 25:17, 25:19)               | BBTS Bielsko-Biała | 1100   | Jakub Wachnik    |

### Faza play-out

#### Mecze o 15. miejsce
| Data       | Godz. | Gospodarz            | Rezultat                               | Gość                 | Widzów | MVP              |
| ---------- | ----- | -------------------- | -------------------------------------- | -------------------- | ------ | ---------------- |
| 12.04.2017 | 18:00 | AZS Częstochowa      | 3:2 (25:19, 25:23, 19:25, 16:25, 15:7) | Łuczniczka Bydgoszcz | 480    | Bartłomiej Janus |
| 19.04.2017 | 18:00 | Łuczniczka Bydgoszcz | 3:1 (23:25, 25:21, 25:19, 25:18)       | AZS Częstochowa      | 1100   | Bartosz Filipiak |

#### Baraż o utrzymanie/awans
(do 3 zwycięstw)
| Data       | Godz. | Gospodarz                    | Rezultat                                | Gość                         | Widzów | MVP          |
| ---------- | ----- | ---------------------------- | --------------------------------------- | ---------------------------- | ------ | ------------ |
| 26.04.2017 | 18:00 | AZS Częstochowa              | 0:3 (20:25, 23:25, 23:25)               | Aluron Virtu Warta Zawiercie | 1531   | -            |
| 27.04.2017 | 18:00 | AZS Częstochowa              | 3:1 (25:20, 25:15, 20:25, 25:22)        | Aluron Virtu Warta Zawiercie | 1500   | -            |
| 06.05.2017 | 17:30 | Aluron Virtu Warta Zawiercie | 3:2 (25:27, 25:10, 21:25, 25:21, 15:11) | AZS Częstochowa              | 900    | Michał Żuk   |
| 07.05.2017 | 17:30 | Aluron Virtu Warta Zawiercie | 3:0 (25:21, 25:18, 25:12)               | AZS Częstochowa              | 905    | Kacper Popik |

## Klasyfikacja
| Lp. | Drużyna                     |
| --- | --------------------------- |
| 1.  | ZAKSA Kędzierzyn-Koźle      |
| 2.  | PGE Skra Bełchatów          |
| 3.  | Jastrzębski Węgiel          |
| 4.  | Asseco Resovia Rzeszów      |
| 5.  | Indykpol AZS Olsztyn        |
| 6.  | Cuprum Lubin                |
| 7.  | Czarni Radom                |
| 8.  | Trefl Gdańsk                |
| 9.  | AZS Politechnika Warszawska |
| 10. | GKS Katowice                |
| 11. | MKS Będzin                  |
| 12. | Espadon Szczecin            |
| 13. | Effector Kielce             |
| 14. | BBTS Bielsko-Biała          |
| 15. | Łuczniczka Bydgoszcz        |
| 16. | AZS Częstochowa             |

     Liga Mistrzów 2017/2018
     Puchar CEV 2017/2018
     Puchar Challenge 2017/2018
     spadek do I ligi

## Składy drużyn
| ZAKSA Kędzierzyn-Koźle | ZAKSA Kędzierzyn-Koźle | ZAKSA Kędzierzyn-Koźle | ZAKSA Kędzierzyn-Koźle | ZAKSA Kędzierzyn-Koźle |
| Nr                     | Imię i nazwisko        | Data ur.               | Wzrost                 | Pozycja                |
| ---------------------- | ---------------------- | ---------------------- | ---------------------- | ---------------------- |
| 1                      | Paweł Zatorski         | 21.06.1990             | 184                    | libero                 |
| 2                      | Kevin Tillie           | 02.11.1990             | 200                    | przyjmujący            |
| 3                      | Dominik Witczak        | 02.01.1983             | 196                    | atakujący              |
| 6                      | Dawid Konarski         | 31.08.1989             | 198                    | atakujący              |
| 7                      | Rafał Buszek           | 28.04.1987             | 195                    | przyjmujący            |
| 9                      | Łukasz Wiśniewski      | 03.02.1989             | 199                    | środkowy               |
| 10                     | Mateusz Bieniek        | 05.04.1994             | 210                    | środkowy               |
| 12                     | Grzegorz Bociek        | 06.06.1991             | 207                    | atakujący              |
| 13                     | Kamil Semeniuk         | 16.07.1996             | 195                    | przyjmujący            |
| 14                     | Grzegorz Pająk         | 01.01.1987             | 196                    | rozgrywający           |
| 15                     | Sam Deroo              | 24.04.1992             | 199                    | przyjmujący            |
| 16                     | Benjamin Toniutti      | 30.10.1989             | 183                    | rozgrywający           |
| 17                     | Aleksander Maziarz     | 22.04.1995             | 205                    | środkowy               |
| 18                     | Korneliusz Banach      | 25.01.1994             | 180                    | libero                 |
| 19                     | Patryk Czarnowski      | 01.11.1985             | 202                    | środkowy               |
|                        | Ferdinando De Giorgi   | Trener                 | Trener                 | Trener                 |
|                        | Oskar Kaczmarczyk      | Asystent trenera       | Asystent trenera       | Asystent trenera       |

| Asseco Resovia Rzeszów | Asseco Resovia Rzeszów      | Asseco Resovia Rzeszów | Asseco Resovia Rzeszów | Asseco Resovia Rzeszów |
| Nr                     | Imię i nazwisko             | Data ur.               | Wzrost                 | Pozycja                |
| ---------------------- | --------------------------- | ---------------------- | ---------------------- | ---------------------- |
| 1                      | Piotr Nowakowski            | 18.12.1987             | 205                    | środkowy               |
| 2                      | Thomas Jaeschke             | 04.09.1993             | 200                    | przyjmujący            |
| 3                      | Bartłomiej Lemański         | 19.03.1996             | 215                    | środkowy               |
| 4                      | John Perrin                 | 17.08.1989             | 201                    | przyjmujący            |
| 5                      | Lukas Tichacek              | 12.01.1982             | 193                    | rozgrywający           |
| 6                      | Dawid Dryja                 | 21.07.1992             | 201                    | środkowy               |
| 8                      | Marko Ivović                | 22.12.1990             | 194                    | przyjmujący            |
| 9                      | Thibault Rossard            | 28.08.1993             | 193                    | przyjmujący/atakujący  |
| 10                     | Jochen Schöps               | 08.10.1983             | 204                    | atakujący              |
| 11                     | Fabian Drzyzga              | 03.01.1990             | 196                    | rozgrywający           |
| 12                     | Gavin Schmitt               | 27.01.1986             | 208                    | atakujący              |
| 13                     | Mateusz Masłowski           | 13.06.1997             | 185                    | libero                 |
| 14                     | Dominik Depowski            | 27.10.1995             | 203                    | przyjmujący            |
| 17                     | Marcin Możdżonek            | 09.02.1985             | 212                    | środkowy               |
| 18                     | Damian Wojtaszek            | 07.09.1988             | 180                    | libero                 |
| 20                     | Frederic Winters            | 25.09.1982             | 195                    | przyjmujący            |
|                        | Michał Filip (na wyp.)      | 31.08.1994             | 195                    | przyjmujący            |
|                        | Bartłomiej Mordyl (na wyp.) | 21.01.1995             | 200                    | środkowy               |
|                        | Michał Kędzierski (na wyp.) | 09.08.1994             | 194                    | rozgrywający           |
|                        | Michał Kozłowski (na wyp.)  | 16.02.1985             | 197                    | rozgrywający           |
|                        | Łukasz Kozub                | 03.11.1997             | 188                    | rozgrywający           |
|                        | Andrzej Kowal               | Trener                 | Trener                 | Trener                 |
|                        | Marcin Ogonowski            | Asystent trenera       | Asystent trenera       | Asystent trenera       |

| PGE Skra Bełchatów | PGE Skra Bełchatów | PGE Skra Bełchatów | PGE Skra Bełchatów | PGE Skra Bełchatów    |
| Nr                 | Imię i nazwisko    | Data ur.           | Wzrost             | Pozycja               |
| ------------------ | ------------------ | ------------------ | ------------------ | --------------------- |
| 1                  | Srećko Lisinac     | 17.05.1992         | 205                | środkowy              |
| 2                  | Mariusz Wlazły     | 04.08.1983         | 194                | atakujący             |
| 4                  | Mariusz Marcyniak  | 05.03.1992         | 206                | środkowy              |
| 5                  | Bartosz Kurek      | 29.08.1988         | 205                | przyjmujący/atakujący |
| 6                  | Karol Kłos         | 08.08.1989         | 201                | środkowy              |
| 7                  | Bartosz Bednorz    | 25.07.1994         | 201                | przyjmujący           |
| 8                  | Jurij Hładyr       | 08.07.1984         | 202                | środkowy              |
| 9                  | Marcin Janusz      | 31.07.1994         | 195                | rozgrywający          |
| 10                 | Nicolás Uriarte    | 21.03.1990         | 192                | rozgrywający          |
| 12                 | Artur Szalpuk      | 20.03.1995         | 202                | przyjmujący           |
| 13                 | Michał Winiarski   | 28.09.1983         | 200                | przyjmujący           |
| 15                 | Dražen Luburić     | 02.11.1993         | 202                | atakujący             |
| 16                 | Kacper Piechocki   | 17.12.1995         | 186                | libero                |
| 17                 | Nikołaj Penczew    | 22.05.1992         | 194                | przyjmujący           |
| 18                 | Robert Milczarek   | 28.11.1983         | 188                | libero                |
|                    | Philippe Blain     | Trener             | Trener             | Trener                |
|                    | Krzysztof Stelmach | Asystent trenera   | Asystent trenera   | Asystent trenera      |

| Lotos Trefl Gdańsk | Lotos Trefl Gdańsk   | Lotos Trefl Gdańsk | Lotos Trefl Gdańsk | Lotos Trefl Gdańsk |
| Nr                 | Imię i nazwisko      | Data ur.           | Wzrost             | Pozycja            |
| ------------------ | -------------------- | ------------------ | ------------------ | ------------------ |
| 1                  | Patryk Niemiec       | 18.02.1997         | 202                | środkowy           |
| 2                  | Wojciech Grzyb       | 04.01.1981         | 206                | środkowy           |
| 3                  | Piotr Gacek          | 16.09.1978         | 185                | libero             |
| 4                  | Przemysław Stępień   | 07.02.1994         | 185                | rozgrywający       |
| 5                  | Bartosz Pietruczuk   | 26.02.1993         | 197                | przyjmujący        |
| 6                  | Szymon Jakubiszak    | 13.02.1998         | 208                | przyjmujący        |
| 7                  | Damian Schulz        | 26.02.1990         | 208                | atakujący          |
| 9                  | Dmytro Paszycki      | 29.11.1987         | 205                | środkowy           |
| 10                 | Bartosz Gawryszewski | 22.08.1985         | 202                | środkowy           |
| 11                 | Wojciech Ferens      | 05.04.1991         | 194                | przyjmujący        |
| 13                 | Szymon Romać         | 01.10.1992         | 196                | atakujący          |
| 15                 | Mateusz Mika         | 21.01.1991         | 207                | przyjmujący        |
| 16                 | Fabian Majcherski    | 28.03.1997         | 175                | libero             |
| 17                 | Miłosz Hebda         | 11.03.1991         | 208                | przyjmujący        |
| 20                 | Michal Masný         | 14.08.1979         | 182                | rozgrywający       |
|                    | Andrea Anastasi      | Trener             | Trener             | Trener             |
|                    | Wojciech Serafin     | Asystent trenera   | Asystent trenera   | Asystent trenera   |

| Cuprum Lubin | Cuprum Lubin        | Cuprum Lubin     | Cuprum Lubin     | Cuprum Lubin          |
| Nr           | Imię i nazwisko     | Data ur.         | Wzrost           | Pozycja               |
| ------------ | ------------------- | ---------------- | ---------------- | --------------------- |
| 1            | Mateusz Malinowski  | 06.05.1992       | 197              | atakujący             |
| 2            | Łukasz Kaczmarek    | 29.06.1994       | 204              | przyjmujący/atakujący |
| 3            | Keith Pupart        | 19.03.1985       | 195              | przyjmujący           |
| 5            | Adam Michalski      | 24.12.1988       | 201              | środkowy              |
| 6            | Paweł Rusek         | 21.01.1983       | 183              | libero                |
| 7            | Maciej Gorzkiewicz  | 16.02.1984       | 192              | rozgrywający          |
| 8            | Marcus Böhme        | 25.08.1985       | 211              | środkowy              |
| 9            | Robert Täht         | 15.08.1993       | 192              | przyjmujący           |
| 10           | Dawid Gunia         | 01.01.1987       | 203              | środkowy              |
| 11           | Marcin Kryś         | 15.01.1983       | 192              | libero                |
| 13           | Rafail Kumendakis   | 05.05.1993       | 203              | przyjmujący           |
| 15           | Igor Grobelny       | 08.06.1993       | 194              | przyjmujący           |
| 16           | Piotr Hain          | 26.02.1991       | 207              | środkowy              |
| 18           | Grzegorz Łomacz     | 01.10.1987       | 187              | rozgrywający          |
|              | Gheorghe Cretu      | Trener           | Trener           | Trener                |
|              | Marcin Mierzejewski | Asystent trenera | Asystent trenera | Asystent trenera      |

| Cerrad Czarni Radom | Cerrad Czarni Radom | Cerrad Czarni Radom | Cerrad Czarni Radom | Cerrad Czarni Radom |
| Nr                  | Imię i nazwisko     | Data ur.            | Wzrost              | Pozycja             |
| ------------------- | ------------------- | ------------------- | ------------------- | ------------------- |
| 1                   | Bartłomiej Bołądź   | 28.09.1994          | 203                 | atakujący           |
| 2                   | Michał Ostrowski    | 29.03.1990          | 203                 | środkowy            |
| 3                   | Łukasz Wiese        | 24.03.1993          | 195                 | przyjmujący         |
| 5                   | Jakub Urbanowicz    | 14.08.1993          | 203                 | przyjmujący         |
| 6                   | Wojciech Żaliński   | 08.01.1988          | 195                 | przyjmujący         |
| 7                   | Michał Kędzierski   | 09.08.1994          | 194                 | rozgrywający        |
| 8                   | Jakub Zwiech        | 06.11.1996          | 202                 | środkowy            |
| 9                   | Jakub Ziobrowski    | 23.01.1997          | 200                 | atakujący           |
| 10                  | Dustin Watten       | 27.10.1986          | 183                 | libero              |
| 11                  | Piotr Filipowicz    | 29.08.1995          | 187                 | libero              |
| 12                  | Emanuel Kohút       | 21.07.1982          | 206                 | środkowy            |
| 15                  | David Smith         | 15.05.1985          | 201                 | środkowy            |
| 18                  | Kacper Gonciarz     | 31.08.1992          | 191                 | rozgrywający        |
| 21                  | Tomasz Fornal       | 31.08.1997          | 198                 | przyjmujący         |
|                     | Robert Prygiel      | Trener              | Trener              | Trener              |
|                     |                     | Asystent trenera    |                     |                     |

| Jastrzębski Węgiel | Jastrzębski Węgiel     | Jastrzębski Węgiel | Jastrzębski Węgiel | Jastrzębski Węgiel |
| Nr                 | Imię i nazwisko        | Data ur.           | Wzrost             | Pozycja            |
| ------------------ | ---------------------- | ------------------ | ------------------ | ------------------ |
| 1                  | Patryk Strzeżek        | 19.11.1989         | 203                | atakujący          |
| 2                  | Maciej Muzaj           | 21.05.1994         | 208                | atakujący          |
| 3                  | Jakub Popiwczak        | 17.04.1996         | 180                | libero             |
| 4                  | Grzegorz Kosok         | 02.03.1986         | 206                | środkowy           |
| 5                  | Radosław Gil           | 25.01.1997         | 191                | rozgrywający       |
| 6                  | Damian Boruch          | 14.12.1989         | 209                | środkowy           |
| 7                  | Scott Touzinsky        | 22.04.1982         | 200                | przyjmujący        |
| 8                  | Marcin Ernastowicz     | 31.07.1997         | 192                | przyjmujący        |
| 9                  | Jason De Rocco         | 19.09.1989         | 201                | przyjmujący        |
| 10                 | Lukas Kampa            | 29.11.1986         | 195                | rozgrywający       |
| 11                 | Wojciech Sobala        | 12.05.1988         | 207                | środkowy           |
| 12                 | Karol Gdowski          | 10.02.1999         | 182                | libero             |
| 13                 | Salvador Hidalgo Oliva | 27.12.1985         | 195                | przyjmujący        |
| 16                 | Sebastian Schwarz      | 02.10.1985         | 197                | przyjmujący        |
| 17                 | Marcin Bachmatiuk      | 17.05.1992         | 205                | środkowy           |
|                    | Jakub Turski           | 06.09.1998         | 200                | środkowy           |
|                    | Mark Lebedew           | Trener             | Trener             | Trener             |
|                    | Leszek Dejewski        | Asystent trenera   | Asystent trenera   | Asystent trenera   |

| AZS Politechnika Warszawska | AZS Politechnika Warszawska | AZS Politechnika Warszawska | AZS Politechnika Warszawska | AZS Politechnika Warszawska |
| Nr                          | Imię i nazwisko             | Data ur.                    | Wzrost                      | Pozycja                     |
| --------------------------- | --------------------------- | --------------------------- | --------------------------- | --------------------------- |
| 1                           | Jakub Kowalczyk             | 26.06.1986                  | 200                         | środkowy                    |
| 2                           | Maciej Olenderek            | 16.10.1992                  | 178                         | libero                      |
| 3                           | Przemysław Smoliński        | 27.11.1992                  | 201                         | środkowy                    |
| 4                           | Andrzej Wrona               | 27.12.1988                  | 206                         | środkowy                    |
| 5                           | Paweł Zagumny               | 18.10.1977                  | 200                         | rozgrywający                |
| 6                           | Paweł Halaba                | 14.12.1995                  | 195                         | przyjmujący                 |
| 7                           | Jędrzej Gruszczyński        | 13.11.1997                  | 186                         | libero                      |
| 8                           | Waldemar Świrydowicz        | 18.12.1986                  | 207                         | środkowy                    |
| 9                           | Guillaume Samica            | 28.09.1981                  | 197                         | przyjmujący                 |
| 10                          | Michał Filip                | 31.08.1994                  | 195                         | atakujący                   |
| 11                          | Łukasz Łapszyński           | 23.09.1993                  | 195                         | przyjmujący                 |
| 13                          | Jan Firlej                  | 26.09.1996                  | 186                         | rozgrywający                |
| 18                          | Bartosz Kwolek              | 17.07.1997                  | 192                         | przyjmujący                 |
| 20                          | Paweł Mikołajczak           | 20.06.1988                  | 196                         | atakujący                   |
|                             | Jakub Bednaruk              | Trener                      | Trener                      | Trener                      |
|                             | Marcin Kocik                | Asystent trenera            | Asystent trenera            | Asystent trenera            |

| Łuczniczka Bydgoszcz | Łuczniczka Bydgoszcz | Łuczniczka Bydgoszcz | Łuczniczka Bydgoszcz | Łuczniczka Bydgoszcz  |
| Nr                   | Imię i nazwisko      | Data ur.             | Wzrost               | Pozycja               |
| -------------------- | -------------------- | -------------------- | -------------------- | --------------------- |
| 1                    | Jan Nowakowski       | 17.05.1994           | 202                  | środkowy              |
| 2                    | Jakub Rohnka         | 10.03.1992           | 194                  | przyjmujący           |
| 3                    | Milan Katić          | 22.10.1993           | 201                  | przyjmujący           |
| 4                    | Wojciech Jurkiewicz  | 21.06.1977           | 205                  | środkowy              |
| 5                    | Wojciech Ferens      | 05.04.1991           | 194                  | przyjmujący           |
| 6                    | Igor Yudin           | 17.06.1987           | 198                  | przyjmujący/atakujący |
| 8                    | Mateusz Siwicki      | 23.07.1996           | 199                  | środkowy              |
| 9                    | Bartosz Filipak      | 27.02.1994           | 195                  | atakujący             |
| 11                   | Patryk Szczurek      | 06.02.1991           | 193                  | rozgrywający          |
| 13                   | Piotr Sieńko         | 08.12.1993           | 196                  | rozgrywający          |
| 14                   | Marcel Gromadowski   | 19.12.1985           | 202                  | atakujący             |
| 15                   | Kacper Bobrowski     | 08.10.1997           | 188                  | przyjmujący           |
| 16                   | Mateusz Czunkiewicz  | 16.12.1996           | 180                  | libero                |
| 17                   | Mateusz Sacharewicz  | 23.10.1989           | 198                  | środkowy              |
|                      | Dragan Mihajlović    | Trener               | Trener               | Trener                |
|                      | Marian Kardas        | Asystent trenera     | Asystent trenera     | Asystent trenera      |

| Indykpol AZS Olsztyn | Indykpol AZS Olsztyn | Indykpol AZS Olsztyn | Indykpol AZS Olsztyn | Indykpol AZS Olsztyn |
| Nr                   | Imię i nazwisko      | Data ur.             | Wzrost               | Pozycja              |
| -------------------- | -------------------- | -------------------- | -------------------- | -------------------- |
| 2                    | Jan Hadrava          | 03.06.1991           | 199                  | atakujący            |
| 3                    | Michał Żurek         | 03.06.1988           | 182                  | libero               |
| 4                    | Daniel Pliński       | 10.12.1978           | 204                  | środkowy             |
| 5                    | Miłosz Zniszczoł     | 02.07.1986           | 199                  | środkowy             |
| 7                    | Jakub Kochanowski    | 17.07.1997           | 200                  | środkowy             |
| 8                    | Hidde Boswinkel      | 30.03.1995           | 202                  | atakujący            |
| 10                   | Łukasz Makowski      | 21.02.1989           | 187                  | rozgrywający         |
| 11                   | Aleksander Śliwka    | 24.05.1995           | 195                  | przyjmujący          |
| 12                   | Paweł Woicki         | 29.06.1983           | 183                  | rozgrywający         |
| 13                   | Adrian Buchowski     | 30.09.1991           | 194                  | przyjmujący          |
| 14                   | Ezequiel Palacios    | 02.10.1992           | 198                  | przyjmujący          |
| 17                   | Jakub Zabłocki       | 10.04.1995           | 188                  | libero               |
| 20                   | Wojciech Włodarczyk  | 28.10.1990           | 200                  | przyjmujący          |
|                      | Andrea Gardini       | Trener               | Trener               | Trener               |
|                      | Piotr Poskrobko      | Asystent trenera     | Asystent trenera     | Asystent trenera     |

| AZS Częstochowa | AZS Częstochowa       | AZS Częstochowa  | AZS Częstochowa  | AZS Częstochowa  |
| Nr              | Imię i nazwisko       | Data ur.         | Wzrost           | Pozycja          |
| --------------- | --------------------- | ---------------- | ---------------- | ---------------- |
| 1               | Tomasz Kowalski       | 12.06.1991       | 203              | rozgrywający     |
| 2               | Łukasz Polański       | 29.01.1989       | 205              | środkowy         |
| 3               | Stanisław Wawrzyńczyk | 04.01.1990       | 200              | przyjmujący      |
| 5               | Mykoła Moroz          | 19.12.1992       | 203              | przyjmujący      |
| 6               | Adam Kowalski         | 16.09.1994       | 180              | libero           |
| 7               | Michał Szalacha       | 15.01.1994       | 202              | środkowy         |
| 9               | Paweł Adamajtis       | 30.08.1990       | 198              | atakujący        |
| 10              | Bartosz Buniak        | 08.10.1985       | 205              | środkowy         |
| 12              | Kamil Ociepka         | 26.08.1997       | 175              | libero           |
| 13              | Rafał Szymura         | 29.08.1995       | 196              | przyjmujący      |
| 14              | Ołeksandr Hrebeniuk   | 19.01.1989       | 202              | atakujący        |
| 15              | Bartłomiej Janus      | 19.01.1995       | 203              | środkowy         |
| 16              | Adrian Szlubowski     | 14.07.1987       | 200              | przyjmujący      |
| 17              | Konrad Buczek         | 17.02.1994       | 190              | rozgrywający     |
|                 | Michał Bąkiewicz      | Trener           | Trener           | Trener           |
|                 | Mateusz Melnik        | Asystent trenera | Asystent trenera | Asystent trenera |

| BBTS Bielsko-Biała | BBTS Bielsko-Biała    | BBTS Bielsko-Biała | BBTS Bielsko-Biała | BBTS Bielsko-Biała |
| Nr                 | Imię i nazwisko       | Data ur.           | Wzrost             | Pozycja            |
| ------------------ | --------------------- | ------------------ | ------------------ | ------------------ |
| 1                  | Mariusz Gaca          | 20.01.1984         | 201                | środkowy           |
| 2                  | Bartłomiej Grzechnik  | 08.02.1993         | 200                | środkowy           |
| 3                  | Dmytro Storożyłow     | 01.06.1986         | 196                | rozgrywający       |
| 4                  | Wojciech Siek         | 01.05.1994         | 205                | środkowy           |
| 5                  | Krzysztof Modzelewski | 05.02.1992         | 196                | przyjmujący        |
| 6                  | Paweł Gryc            | 09.01.1996         | 208                | atakujący          |
| 7                  | Przemysław Czauderna  | 21.05.1992         | 184                | libero             |
| 8                  | Bartosz Janeczek      | 12.07.1987         | 198                | atakujący          |
| 9                  | Krzysztof Bieńkowski  | 19.06.1995         | 198                | rozgrywający       |
| 10                 | Łukasz Koziura        | 08.06.1992         | 185                | libero             |
| 11                 | Miloš Vemić           | 08.03.1987         | 202                | przyjmujący        |
| 14                 | Adam Bartoš           | 27.04.1992         | 198                | przyjmujący        |
| 19                 | Bartłomiej Lipiński   | 16.11.1996         | 201                | atakujący          |
| 20                 | Kamil Kwasowski       | 13.09.1990         | 199                | przyjmujący        |
|                    |                       | Trener             |                    |                    |
|                    | Paweł Wrzeszcz        | Asystent trenera   | Asystent trenera   | Asystent trenera   |

| Effector Kielce | Effector Kielce        | Effector Kielce  | Effector Kielce  | Effector Kielce       |
| Nr              | Imię i nazwisko        | Data ur.         | Wzrost           | Pozycja               |
| --------------- | ---------------------- | ---------------- | ---------------- | --------------------- |
| 1               | Szymon Biniek          | 30.07.1995       | 186              | libero                |
| 2               | Bartosz Bućko          | 06.01.1995       | 195              | przyjmujący/atakujący |
| 3               | Krzysztof Antosik      | 15.11.1987       | 199              | rozgrywający          |
| 4               | Marcin Komenda         | 24.05.1996       | 198              | rozgrywający          |
| 5               | Patryk Więckowski      | 27.03.1998       | 202              | atakujący             |
| 6               | Peter Wohlfahrtstätter | 10.03.1989       | 203              | środkowy              |
| 7               | Jakub Wachnik          | 16.02.1993       | 202              | przyjmujący           |
| 10              | Maciej Pawliński       | 02.02.1983       | 193              | przyjmujący           |
| 11              | Michał Superlak        | 16.11.1993       | 205              | środkowy              |
| 12              | Konrad Formela         | 08.03.1995       | 194              | przyjmujący           |
| 16              | Leo Andrić             | 20.07.1994       | 198              | atakujący             |
| 17              | Jędrzej Maćkowiak      | 17.10.1992       | 198              | środkowy              |
| 18              | Damian Sobczak         | 13.12.1991       | 184              | libero                |
| 20              | Andrij Orobko          | 10.08.1997       | 201              | środkowy              |
|                 | Aleksiej Nałobin       | 03.10.1989       | 205              | środkowy              |
|                 | Sinan Cem Tanık        | Trener           | Trener           | Trener                |
|                 | Adam Swaczyna          | Asystent trenera | Asystent trenera | Asystent trenera      |

| MKS Banimex Będzin | MKS Banimex Będzin         | MKS Banimex Będzin | MKS Banimex Będzin | MKS Banimex Będzin |
| Nr                 | Imię i nazwisko            | Data ur.           | Wzrost             | Pozycja            |
| ------------------ | -------------------------- | ------------------ | ------------------ | ------------------ |
| 1                  | Marcin Waliński            | 24.10.1990         | 196                | przyjmujący        |
| 2                  | Dawid Woch                 | 16.05.1997         | 198                | środkowy           |
| 3                  | Nathan Roberts             | 17.02.1986         | 199                | przyjmujący        |
| 4                  | Łukasz Kozub               | 03.11.1997         | 186                | rozgrywający       |
| 5                  | Artur Ratajczak            | 18.09.1990         | 206                | środkowy           |
| 7                  | Mateusz Kowalski           | 20.02.1997         | 204                | przyjmujący        |
| 8                  | Jonah Seif                 | 30.10.1994         | 198                | rozgrywający       |
| 9                  | Mateusz Przybyła           | 12.04.1991         | 208                | środkowy           |
| 10                 | Paweł Stysiał              | 30.01.1997         | 182                | libero             |
| 12                 | Mateusz Piotrowski         | 24.06.1991         | 200                | atakujący          |
| 13                 | Michał Potera              | 06.03.1988         | 183                | libero             |
| 14                 | Jakub Peszko               | 01.04.1992         | 193                | przyjmujący        |
| 15                 | Kyle Russell               | 25.08.1993         | 206                | przyjmujący        |
| 16                 | Krzysztof Rejno            | 22.02.1993         | 203                | środkowy           |
| 17                 | Zlatan Jordanow            | 03.03.1991         | 200                | przyjmujący        |
| 20                 | Rafael Rodrigues de Araújo | 13.06.1991         | 207                | atakujący          |
|                    | Stelio DeRocco             | Trener             | Trener             | Trener             |
|                    | Rafał Murczkiewicz         | Asystent trenera   | Asystent trenera   | Asystent trenera   |

| GKS Katowice | GKS Katowice        | GKS Katowice     | GKS Katowice     | GKS Katowice     |
| Nr           | Imię i nazwisko     | Data ur.         | Wzrost           | Pozycja          |
| ------------ | ------------------- | ---------------- | ---------------- | ---------------- |
| 1            | Bartłomiej Krulicki | 15.09.1993       | 205              | środkowy         |
| 2            | Karol Butryn        | 18.06.1993       | 198              | atakujący        |
| 5            | Marco Falaschi      | 18.09.1987       | 188              | rozgrywający     |
| 6            | Michał Błoński      | 24.03.1987       | 188              | przyjmujący      |
| 7            | Serhij Kapełuś      | 22.10.1982       | 191              | przyjmujący      |
| 8            | Tomasz Kalembka     | 30.06.1991       | 202              | środkowy         |
| 9            | Paweł Pietraszko    | 05.10.1990       | 201              | środkowy         |
| 10           | Maciej Fijałek      | 07.08.1982       | 186              | rozgrywający     |
| 12           | Gert van Walle      | 07.08.1987       | 197              | atakujący        |
| 14           | Bartosz Mariański   | 30.05.1992       | 187              | libero           |
| 15           | Kacper Stelmach     | 05.05.1997       | 199              | przyjmujący      |
| 16           | Rafał Sobański      | 10.08.1991       | 195              | przyjmujący      |
| 17           | Adrian Stańczak     | 17.02.1987       | 183              | libero           |
|              | Piotr Gruszka       | Trener           | Trener           | Trener           |
|              | Grzegorz Słaby      | Asystent trenera | Asystent trenera | Asystent trenera |

| Espadon Szczecin | Espadon Szczecin     | Espadon Szczecin | Espadon Szczecin | Espadon Szczecin   |
| Nr               | Imię i nazwisko      | Data ur.         | Wzrost           | Pozycja            |
| ---------------- | -------------------- | ---------------- | ---------------- | ------------------ |
| 1                | Janusz Gałązka       | 16.04.1987       | 199              | środkowy           |
| 2                | Bartłomiej Kluth     | 20.12.1992       | 210              | atakujący          |
| 3                | Ivan Borovnjak       | 04.07.1988       | 202              | przyjmujący        |
| 4                | Dominik Depowski     | 27.10.1995       | 201              | przyjmujący        |
| 6                | Maciej Wołosz        | 29.01.1982       | 198              | przyjmujący        |
| 7                | Łukasz Perłowski     | 03.04.1984       | 203              | środkowy           |
| 8                | Maciej Zajder        | 31.01.1988       | 202              | środkowy           |
| 9                | Danaił Miłuszew      | 03.02.1984       | 200              | atakujący          |
| 10               | Dawid Murek          | 24.07.1977       | 196              | przyjmujący/libero |
| 11               | Michał Ruciak        | 22.08.1983       | 190              | przyjmujący        |
| 12               | Michal Sládeček      | 12.02.1980       | 181              | rozgrywający       |
| 13               | Marcin Wika          | 09.11.1983       | 194              | przyjmujący        |
| 14               | Maciej Kowalonek     | 29.03.1993       | 187              | przyjmujący        |
| 15               | Veljko Petković      | 23.01.1977       | 200              | rozgrywający       |
| 16               | Bartosz Cedzyński    | 20.12.1990       | 211              | środkowy           |
| 17               | Michał Kozłowski     | 16.02.1985       | 191              | rozgrywający       |
| 18               | Adrian Mihułka       | 10.07.1989       | 182              | libero             |
|                  | Michał Mieszko Gogol | Trener           | Trener           | Trener             |
|                  |                      | Asystent trenera |                  |                    |

## Transfery
| ZAKSA Kędzierzyn-Koźle                                                                                                   | ZAKSA Kędzierzyn-Koźle                                               |
| Przychodzą | Odchodzą                                                             |
| --- | -------------------------------------------------------------------- |
| - Mateusz Bieniek (Effector Kielce) - Dominik Witczak (Asseco Resovia Rzeszów) - Aleksander Maziarz (Stal AZS PWSZ Nysa) | - / Jurij Gladyr (PGE Skra Bełchatów) - Krzysztof Rejno (MKS Będzin) |

| Asseco Resovia Rzeszów | Asseco Resovia Rzeszów |
| Przychodzą | Odchodzą |
| --- | --- |
| - Marko Ivović (Biełogorje Biełgorod) - Thibault Rossard (Arago de Sete) - John Perrin (LPR Volley Piacenza) - Gavin Schmitt (Funvic Taubaté) - Frederic Winters (Sada Cruzeiro Vôlei) - Marcin Możdżonek (Cuprum Lubin) - Mateusz Masłowski (SMS PZPS Spała) - Bartłomiej Lemański (AZS Politechnika Warszawska) - Dominik Depowski (AZS AGH Kraków) | - Nikołaj Penczew (PGE Skra Bełchatów) - Olieg Achrem (Halkbank Ankara) - Julien Lyneel (CMC Rawenna) - Dmytro Paszycki (Lotos Trefl Gdańsk) - Russell Holmes (szuka klubu) - Dominik Witczak (ZAKSA Kędzierzyn-Koźle) - Aleksander Śliwka (Indykpol AZS Olsztyn) - Łukasz Perłowski (Espadon Szczecin) - Bartosz Kurek (JT Thunders) |
| w trakcie sezonu | |
| | - Dominik Depowski (Espadon Szczecin) |

| PGE Skra Bełchatów | PGE Skra Bełchatów | PGE Skra Bełchatów |
| Przychodzą | Odchodzą |                    |
| --- | --- | ------------------ |
| - Dražen Luburić (LPR Volley Piacenza) - Nikołaj Penczew (Asseco Resovia Rzeszów) - / Jurij Gladyr (ZAKSA Kędzierzyn-Koźle) - Bartosz Bednorz (Indykpol AZS Olsztyn) - Artur Szalpuk (Cerrad Czarni Radom) | - Facundo Conte (Fudan University Shanghai) - Nicolas Marechal (Büyükşehir Belediyesi Stambuł) - Mihajlo Stanković (Maliye Piyango SK) - Israel Rodriguez (Unicaja Almeria) - Andrzej Wrona (AZS Politechnika Warszawska) - Marcel Gromadowski (Łuczniczka Bydgoszcz) |                    |
| w trakcie sezonu | |                    |
| - Bartosz Kurek (JT Thunders) | - Dražen Luburić (JT Thunders) |                    |

| Lotos Trefl Gdańsk | Lotos Trefl Gdańsk |
| Przychodzą | Odchodzą |
| --- | --- |
| - Dmytro Paszycki (Asseco Resovia Rzeszów) - Michal Masný (Jastrzębski Węgiel) - Szymon Romać (Cuprum Lubin) - Bartosz Pietruczuk (Espadon Szczecin) - Patryk Niemiec (SMS PZPS Spała) - Fabian Majcherski (Lotos Trefl Gdańsk (Młoda Liga)) | - Sebastian Schwarz (Kuzbass Kemerowo) - Marco Falaschi (GKS Katowice) - Murphy Troy (szuka klubu) - Mateusz Czunkiewicz (Łuczniczka Bydgoszcz) - Kamil Dębski (Aluron Virtu Warta Zawiercie) - Artur Ratajczak (MKS Będzin) - Mateusz Linda (Ślepsk Suwałki) |
| w trakcie sezonu | |
| - Wojciech Ferens (Łuczniczka Bydgoszcz) | |

| Cuprum Lubin | Cuprum Lubin |
| Przychodzą | Odchodzą |
| --- | --- |
| - Marcin Mierzejewski (Victoria Wałbrzych)II trener - Rafail Kumendakis (CMC Rawenna) - Igor Grobelny (Cerrad Czarni Radom) - Piotr Hain (Jastrzębski Węgiel) | - Daniele Capriotti II trener - Szymon Romać (Lotos Trefl Gdańsk) - Marcin Możdżonek (Asseco Resovia Rzeszów) - Wojciech Włodarczyk (Indykpol AZS Olsztyn) |

| Cerrad Czarni Radom | Cerrad Czarni Radom |
| Przychodzą | Odchodzą |
| --- | --- |
| - David Smith (Tours VB) - Dustin Watten (Maxéville Nancy VB) - Emanuel Kohút (LPR Volley Piacenza) - Michał Kędzierski (Effector Kielce) - Łukasz Wiese (Łuczniczka Bydgoszcz) - Tomasz Fornal (SMS PZPS Spała) - Jakub Ziobrowski (SMS PZPS Spała) - Kacper Gonciarz (Ślepsk Suwałki) - Jakub Urbanowicz (Ślepsk Suwałki) - Piotr Filipowicz (Czarni Radom (Młoda Liga)) | - trener Raúl Lozano ( Iran) - Lukas Kampa (Jastrzębski Węgiel) - Neven Majstorović (Rennes Volley 35) - Zack La Cavera (szuka klubu) - Artur Szalpuk (PGE Skra Bełchatów) - Daniel Pliński (Indykpol AZS Olsztyn) - Igor Grobelny (Cuprum Lubin) - Adam Kowalski (AZS Częstochowa) - Bartłomiej Grzechnik (BBTS Bielsko-Biała) - Patryk Szczurek (Łuczniczka Bydgoszcz) |

| Jastrzębski Węgiel | Jastrzębski Węgiel |
| Przychodzą | Odchodzą |
| --- | --- |
| - Lukas Kampa (Cerrad Czarni Radom) - Scott Touzinsky (Fudan University Shanghai) - Salvador Hidalgo Oliva (Al-Ahli Saudi Club) - Grzegorz Kosok (Łuczniczka Bydgoszcz) - Karol Gdowski (Jastrzębski Węgiel (Młoda Liga)) - Marcin Ernastowicz (Jastrzębski Węgiel (Młoda Liga)) | - Michal Masný (Lotos Trefl Gdańsk) - Toontje Van Lankvelt (Hyundai Capital Skywalkers) - Aleksander Szafranowicz (PAOK Saloniki) - Piotr Hain (Cuprum Lubin) - Konrad Formela (Effector Kielce) - Adrian Mihułka (Espadon Szczecin) |
| w trakcie sezonu | |
| - Sebastian Schwarz (Kuzbass Kemerowo) | |

| AZS Politechnika Warszawska                                                                                    | AZS Politechnika Warszawska                                                     |
| Przychodzą | Odchodzą                                                                        |
| --- | ------------------------------------------------------------------------------- |
| - Andrzej Wrona (PGE Skra Bełchatów) - Bartosz Kwolek (SMS PZPS Spała) - Jędrzej Gruszczyński (SMS PZPS Spała) | - Bartłomiej Lemański (Asseco Resovia Rzeszów) - Jakub Radomski (Volley Näfels) |

| Łuczniczka Bydgoszcz | Łuczniczka Bydgoszcz |
| Przychodzą | Odchodzą |
| --- | --- |
| - Igor Yudin (Galatasaray Stambuł) - Milan Katić (Galatasaray Stambuł) - Mateusz Sacharewicz (BBTS Bielsko-Biała) - Marcel Gromadowski (PGE Skra Bełchatów) - Mateusz Czunkiewicz (Lotos Trefl Gdańsk) - Patryk Szczurek (Cerrad Czarni Radom) - Bartosz Filipak (Victoria Wałbrzych) - Jakub Rohnka (Czarni Rząśnia) | - Kévin Klinkenberg (Ninfa Latina) - Murilo Radke (Montes Claros Vôlei) - Grzegorz Kosok (Jastrzębski Węgiel) - Jakub Jarosz (El Jaish) - Michał Żurek (Indykpol AZS Olsztyn) - Łukasz Wiese (Cerrad Czarni Radom) - Nikodem Wolański (Noliko Maaseik) - Dawid Murek (Espadon Szczecin) - Michał Ruciak (Espadon Szczecin) - Bartosz Krzysiek (Jakarta Electric PLN) - Tomasz Bonisławski (Stal AZS PWSZ Nysa) |
| w trakcie sezonu | |
| - Dragan Mihajlović (I trener) (Raision Loimu) | - Piotr Makowski (I trener) (szuka klubu) - Wojciech Ferens (Lotos Trefl Gdańsk) |

| Indykpol AZS Olsztyn | Indykpol AZS Olsztyn |
| Przychodzą | Odchodzą |
| --- | --- |
| - Hidde Boswinkel (CMC Rawenna) - Jan Hadrava (UGS Nantes-Rezé) - Wojciech Włodarczyk (Cuprum Lubin) - Aleksander Śliwka (Asseco Resovia Rzeszów) - Daniel Pliński (Cerrad Czarni Radom) - Michał Żurek (Łuczniczka Bydgoszcz) - Jakub Kochanowski (SMS PZPS Spała) - Adrian Buchowski (Effector Kielce) - Łukasz Makowski (TSV Unterhaching) | - Thomas Koelewijn (Montpellier UC) - Bram Van den Dries (Spacer’s de Toulouse) - Mikko Oivanen (Hurrikaani-Loimaa) - Filip Stoilović (Urfa MKS) - Bartosz Bednorz (PGE Skra Bełchatów) - Michał Potera (MKS Będzin) - Paweł Adamajtis (AZS Częstochowa) - Marcin Waliński (MKS Będzin) - Krzysztof Bieńkowski (BBTS Bielsko-Biała) - Maciej Zajder (Espadon Szczecin) - Krzysztof Gulak (szuka klubu) |

| AZS Częstochowa | AZS Częstochowa |
| Przychodzą | Odchodzą |
| --- | --- |
| - Paweł Adamajtis (Indykpol AZS Olsztyn) - Adam Kowalski (Cerrad Czarni Radom) - Mykoła Moroz (Łokomotyw Charków) - Ołeksandr Hrebeniuk (Barkom-Każany Lwów) | - Matej Pátak (Chaumont VB 52) - Rafael Redwitz (Arago de Sète) - Felipe Airton Banderò (Ceramica Globo Civita Castellana) - Adrian Stańczak (GKS Katowice) - Bartłomiej Lipiński (BBTS Bielsko-Biała) - Jakub Bik (AZS AGH Kraków) |
| w trakcie sezonu | |
| | - Paweł Adamajtis (Power Volley Milano) |

| BBTS Bielsko-Biała | BBTS Bielsko-Biała |
| Przychodzą | Odchodzą |
| --- | --- |
| - Miroslav Palgut (I trener) - Adam Bartoš (Tours VB) - Miloš Vemić (OK Vojvodina Nowy Sad) - Dmytro Storożyłow (CV Teruel) - Krzysztof Bieńkowski (Indykpol AZS Olsztyn) - Bartłomiej Grzechnik (Cerrad Czarni Radom) - Mariusz Gaca (MKS Będzin) - Bartłomiej Lipiński (AZS Częstochowa) - Przemysław Czauderna (Ishøj Volley) | - Dan Lewis (szuka klubu) - Serhij Kapełuś (GKS Katowice) - Dmytro Bogdan (szuka klubu) - Mateusz Sacharewicz (Łuczniczka Bydgoszcz) - Marcin Wika (Espadon Szczecin) - Bartłomiej Krulicki (GKS Katowice) - Bartłomiej Neroj (Lechia Tomaszów Mazowiecki) - Grzegorz Pilarz (szuka klubu) |
| w trakcie sezonu | |
| | - Miroslav Palgut (I trener) |

| Effector Kielce | Effector Kielce |
| Przychodzą | Odchodzą |
| --- | --- |
| - Peter Wohlfahrtstätter (SK Posojilnica Aich/Dob) - Leo Andrić (PV Lugano) - Jakub Wachnik (Volley Precura Antwerpia) - Konrad Formela (Jastrzębski Węgiel) - Bartosz Bućko (Calzedonia Werona) - Maciej Pawliński (MKS Będzin) - Krzysztof Antosik (Espadon Szczecin) - Michał Superlak (Victoria Wałbrzych) | - Mateusz Bieniek (ZAKSA Kędzierzyn-Koźle) - Michał Kędzierski (Cerrad Czarni Radom) - Sławomir Jungiewicz (TV Bühl) - Adrian Buchowski (Indykpol AZS Olsztyn) - Andreas Takvam (VfB Friedrichshafen) - Ihor Witiuk (szuka klubu) |
| w trakcie sezonu | |
| - Sinan Cem Tanık (I trener) - Aleksiej Nałobin (Dinamo Krasnodar) | - Dariusz Daszkiewicz (I trener) |

| MKS Będzin | MKS Będzin |
| Przychodzą | Odchodzą |
| --- | --- |
| - Rafael Rodrigues de Araújo (SESI São Paulo) - Nathan Roberts (ACH Volley Lublana) - Jonah Seif (University of California, Santa Barbara) - Kyle Russell (University of California, Irvine) - Łukasz Kozub (SMS PZPS Spała) - Dawid Woch (SMS PZPS Spała) - Krzysztof Rejno (ZAKSA Kędzierzyn-Koźle) - Marcin Waliński (Indykpol AZS Olsztyn) - Michał Potera (Indykpol AZS Olsztyn) - Mateusz Kowalski (AKS Rzeszów) - Artur Ratajczak (Lotos Trefl Gdańsk) - Mateusz Przybyła Volley Precura Antwerpia | - Bartosz Kaczmarek (TV Bühl) - Maciej Pawliński (Effector Kielce) - Michał Żuk (Aluron Virtu Warta Zawiercie) - Jakub Oczko (Delic-Pol Norwid Częstochowa) - Mariusz Gaca (BBTS Bielsko-Biała) - Michał Kamiński (szuka klubu) - Sebastian Warda (Aluron Virtu Warta Zawiercie) - Tyler Sanders (Arkas Spor Izmir) - Harrison Peacock (Hurrikaani-Loimaa) - Tijmen Laane (Lindemans Aalst) - Viaceslaw Batchkala (szuka klubu) |
| w trakcie sezonu | |
| - Złatan Jordanow (SCMU Craiova) | |

| GKS Katowice | GKS Katowice |
| Przychodzą | Odchodzą |
| --- | --- |
| - Piotr Gruszka (BBTS Bielsko-Biała) - Gert van Walle (Beauvais Oise UC) - Marco Falaschi (Lotos Trefl Gdańsk) - Serhij Kapełuś (BBTS Bielsko-Biała) - Bartłomiej Krulicki (BBTS Bielsko-Biała) - Adrian Stańczak (AZS Częstochowa) | - Jan Król (Hypo Tirol Innsbruck) - Łukasz Jurkojć (TSV Sanok) - Maciej Naliwajko (MCKiS Jaworzno) - Kornel Przystał (szuka klubu) |

| Espadon Szczecin | Espadon Szczecin | Espadon Szczecin |
| Przychodzą | Odchodzą |                  |
| --- | --- | ---------------- |
| - Georgi Bratoew (Itas Diatec Trentino) - Danaił Miłuszew (Power Volley Milano) - Ivan Borovnjak (Maliye Milli Piyango) - Dawid Murek (Łuczniczka Bydgoszcz) - Marcin Wika (BBTS Bielsko-Biała) - Łukasz Perłowski (Asseco Resovia Rzeszów) - Adrian Mihułka (Jastrzębski Węgiel) - Maciej Zajder (Indykpol AZS Olsztyn) - Michał Ruciak (Łuczniczka Bydgoszcz) - Bartłomiej Kluth (UMKS Kęczanin Kęty) | - Sergio Noda (szuka klubu) - Leandro Araújo da Silva (Deportivo Moron Voley) - Sławomir Zemlik (KPS Siedlce) - Bartosz Pietruczuk (Lotos Trefl Gdańsk) - Krzysztof Antosik (Effector Kielce) - Jakub Guz (Lechia Tomaszów Mazowiecki) - Bartosz Wajdowicz (szuka klubu) - Łukasz Pietrzak (szuka klubu) - Damian Markiewicz (szuka klubu) - Patryk Orłowski (szuka klubu) - Adam Tołoczko (szuka klubu) |                  |
| w trakcie sezonu | |                  |
| - Veljko Petković (Budvanska Rivijera Budva) - Michał Kozłowski (AS Cannes VB) - Dominik Depowski (Asseco Resovia) | - Georgi Bratoew (Neftochimik Burgas) - Ivan Borovnjak (Afyon Belediye Yüntaş) - Veljko Petković (szuka klubu) |                  |